# Erwin Rommel
« Rommel » redirige ici. Pour les autres significations, voir Rommel (homonymie).
Erwin Rommel est un célèbre maréchal allemand, Generalfeldmarschall de la Wehrmacht au cours de la Seconde Guerre mondiale, né le 15 novembre 1891 à Heidenheim et mort le 14 octobre 1944 à Herrlingen, par suicide contraint à la suite de l'attentat du 20 juillet 1944 contre Hitler.
Officier pendant plus de trente ans, sa carrière se déroule dans l'armée de terre allemande, notamment dans les divisions blindées, au service des régimes qui se succèdent alors : l'Empire allemand (1871-1918), la république de Weimar (1918-1933) et le Troisième Reich à partir de 1933. N'ayant pas été affecté sur le front de l'Est au cours de la Seconde Guerre mondiale, il est réputé être un des rares généraux du Troisième Reich à ne pas avoir commis de crime de guerre ou de crime contre l'humanité,.
En mai 1940, à la tête de la 7e Panzerdivision, Rommel est un des généraux qui réalisent la percée de Sedan à travers les Ardennes et la Meuse, au début de la bataille de France, manœuvre qui permet à l'armée allemande d'atteindre Paris dès le 14 juin et d'obtenir un armistice du chef du gouvernement français, le maréchal Pétain, le 22. De 1941 à 1943, il dirige le corps expéditionnaire allemand en Afrique du Nord, l'Afrikakorps, acquérant alors le surnom de « Renard du Désert », attribué aussi bien par ses compatriotes que par ses adversaires. Affecté en 1944 au groupe d'armées stationné en France, en Belgique et aux Pays-Bas comme responsable des fortifications, il améliore le mur de l'Atlantique et est présent au moment du débarquement des Alliés en Normandie le 6 juin 1944, jusqu'au mitraillage de sa voiture le 17 juillet et à son évacuation sanitaire.
Au début de 1944, alors que la situation militaire se détériore, un certain nombre d'officiers de la Wehrmacht décident d'assassiner Hitler afin de sauver l'Allemagne. Rommel ne participe pas à la conspiration, mais il se trouve en contact avec certains des conspirateurs. Après l'attentat du 20 juillet 1944, auquel Hitler survit, les représailles de la SS (RSHA, Gestapo) sont implacables : des officiers sont pendus en grand nombre. Rommel, qui a été blessé le 17 juillet sur le front de Normandie, est en convalescence chez lui lorsque des émissaires du haut commandement l'informent qu'il a été autorisé à se suicider pour éviter de pires sanctions. Déclaré mort d’un problème cardiovasculaire, il bénéficie de funérailles nationales à Ulm, au cours desquelles son collègue Gerd von Rundstedt prononce son éloge funèbre.
Admirateur de Hitler jusqu'à ses derniers jours selon certains historiens[Lesquels ?], il a cependant utilisé le régime nazi pour arriver au sommet de la hiérarchie militaire, tandis que la propagande du pouvoir a su exploiter son image d'officier allemand exemplaire issu du peuple.

## Jeunesse

### Famille et éducation
Erwin Rommel nait le 15 novembre 1891 à Heidenheim an der Brenz, une petite ville du royaume de Wurtemberg, proche d'Ulm et Stuttgart. Il a des racines flamandes en Flandre occidentale.
Son père, professeur de mathématiques, prénommé Erwin, avait épousé en 1886 Helena von Luz, la fille du président du gouvernement du Wurtemberg, Karl von Luz (de). Leur union donna naissance à cinq enfants. Le premier enfant, Manfred, meurt en bas âge. La deuxième est une fille, Helena, qui devient ensuite enseignante à l'école Steiner-Waldorf de Stuttgart. Erwin Rommel est le troisième et suivent deux frères cadets : Karl, pilote d'un avion de reconnaissance en Turquie pendant la Première Guerre mondiale puis dentiste, et Gerhard, agriculteur puis chanteur d'opéra à Ulm.
Son père devient directeur en novembre 1898 du Realgymnasium (en) d'Aalen, où il effectue la majeure partie de sa scolarité. Sa sœur le décrit comme « un enfant très gentil et docile, qui tenait beaucoup de sa mère ». Passionné d'histoire, il n'est, en revanche, guère attentif dans le reste des matières, son côté rêveur faisant de lui la tête de Turc de sa classe. Il éprouve également des difficultés à s'adapter à une discipline plus stricte que dans l'école de sa petite enfance. À quatorze ans, en 1905, le jeune Erwin change radicalement et s'améliore en mathématiques. Il se met aussi au sport et en particulier au ski, au tennis et à l'aviron. L'année suivante, il se découvre aussi une passion pour l'aviation naissante, qu'il partage avec son meilleur ami August Keitel. Erwin émet le souhait d'étudier l'aéronautique et de travailler à terme dans les usines Zeppelin de Friedrichshafen, mais son père préfère qu'il fasse carrière dans l'armée de terre. En 1910, il s'engage enfin dans l'armée, comme élève officier.

### Dans l'armée impériale
Il rejoint le 6e bataillon du 124e régiment d'infanterie (de), basé à Weingarten. Comme tous les élèves officiers du Reich, il doit d'abord servir dans le rang avant de pouvoir suivre les cours de l'école militaire ; sa forte endurance impressionne ses instructeurs à cette occasion. En octobre 1910, il est promu caporal et, dès décembre, il est nommé sergent. L'un de ses instructeurs commente : « Rommel est fait pour commander et conduire des hommes à la guerre. Il est discipliné et ne semble jamais fatigué. Il fera sans aucun doute un officier hors du commun. Son audace en manœuvres a été particulièrement remarquée. » En mars 1911, Erwin Rommel rejoint l'école militaire de Dantzig. En fin d'année, il réussit ses examens avec des notes légèrement au-dessus de la moyenne ; ses résultats ont été très bons aux examens pratiques mais moins bons en théorie. En janvier 1912, il reçoit son brevet de sous-lieutenant et retourne à son régiment, le 124e régiment d'infanterie, où il est chargé de l'instruction. Il gagne rapidement une réputation d'ascète du fait qu'il ne fume pas, ne boit pas et ses camarades officiers le trouvent d'ailleurs trop sérieux pour son âge : sa vie se partage entre l'entraînement des recrues et les lettres qu'il écrit quotidiennement à sa fiancée Lucie.
Le 5 mars 1914, il est détaché auprès du 49e régiment d'artillerie de campagne (de) à Ulm, où il apprend les manœuvres d'artillerie, avec intérêt. Il retourne au 124e régiment d'infanterie, le 31 juillet, pour le commandement d'une section de la 7e compagnie.

### Vie privée

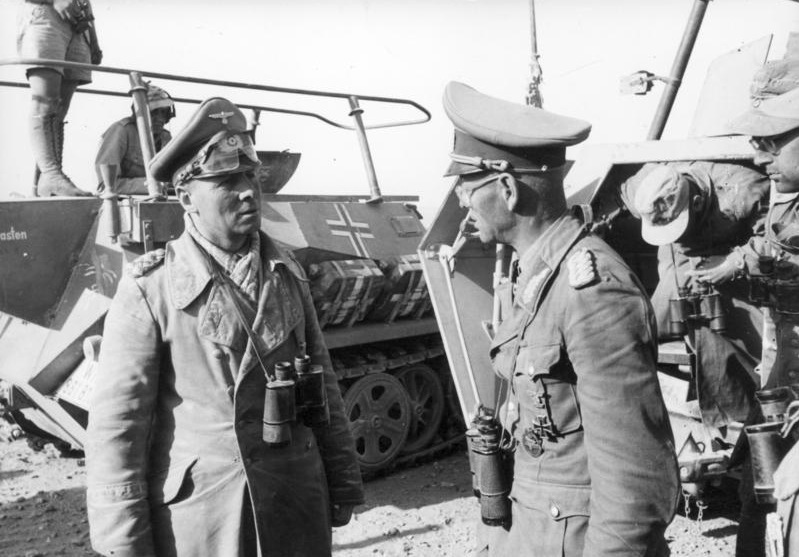
Afrique du Nord, juin 1942 : Rommel en compagnie du Generalmajor Georg von Bismarck ; Rommel portait souvent l’écharpe qui lui aurait été tricotée par sa fille illégitime Gertrud, alors âgée de 28 ans, que Rommel présentait comme étant sa nièce.

Dès son arrivée à Weingarten en 1912, Rommel fait la connaissance de Walburga Stemmer (en), une jeune marchande de fruits et légumes. De leur idylle naît le 8 décembre 1913 une fille, Gertrud,. Face à l'opposition de sa famille et surtout à la pression sociale exercée par ses camarades officiers, Rommel renonce à quitter l'armée et à épouser Walburga. Finalement, il épouse une étudiante en langues, fille d'un grand propriétaire terrien de Prusse-Orientale, Lucia Maria Mollin (née le 6 juin 1894 et morte en 1971), plus communément appelée « Lucie », qu'il avait rencontrée en avril 1911 à Dantzig.
Walburga quant à elle, meurt en octobre 1928, âgée de 36 ans, peu avant la naissance du fils de Lucie, Manfred Rommel (1928-2013). La cause officielle de son décès a été une pneumonie, mais le fils de Gertrud, Josef Pan, a révélé par la suite qu'il s'agissait d'un suicide par surconsommation de médicaments. Selon lui, tant que l'épouse de Rommel, Lucie, n'avait pas eu d'enfant, Walburga pensait qu'Erwin Rommel pourrait lui revenir. D'ailleurs Rommel, tout au long de sa vie, avait gardé un contact étroit avec sa fille illégitime Gertrud, qui était officiellement présentée comme sa nièce.

## Première Guerre mondiale

### Le baptême du feu
Le 1er août 1914, son régiment est mis sur pied de guerre puis est engagé dans ses premiers combats le 22 août aux abords de Bleid, village belge proche de Longwy. Rommel suit avec sa section l'ennemi qui se replie. Il part en reconnaissance avec trois soldats et surprend près du village une vingtaine de Français en train de boire un café avant de se remettre en ligne. Rommel ouvre le feu avec ses trois hommes et abat plusieurs Français. Il organise ensuite avec sa section, sans attendre de renforts, l'assaut du village au cours duquel il parvient à faire une cinquantaine de prisonniers.
Le 10 septembre 1914 le régiment de Rommel est engagé face à la 12e division d'infanterie française dans laquelle sert Maurice Genevoix à Vaux-Marie, Sommaisne, Rembercourt-aux-Pots.
Le 24 septembre, Rommel est blessé pour la première fois alors qu'il est seul opposé à trois soldats français, dans un bois, en Argonne, près de Varennes, poussé une fois de plus par son intrépidité à s'avancer un peu trop. Il est décoré de la croix de fer de 2e classe (Eisernes Kreuz 2. Klasse ou EK II). Début janvier 1915, sa blessure à peine cicatrisée, il retourne dans son régiment sur le front de l'Argonne. Le 29 janvier 1915, il reçoit la croix de fer de 1re classe pour une action d'éclat avec son régiment lui permettant de prendre quatre fortins et une position perdus la veille par les Allemands, en ne perdant que dix hommes. Durant toute cette période, il sème la panique dans les rangs français en s'attaquant rapidement à des positions, avec de faibles détachements, et en repartant aussi vite. En milieu d'année, il est promu lieutenant et blessé une seconde fois à la jambe.

### Dans les troupes de montagne
Au début du mois d'octobre 1915, il est muté à la tête d'une compagnie du bataillon de montagne du Wurtemberg, une unité d'élite en formation à Münsingen. Composé de six compagnies de tirailleurs et de six sections de mitrailleurs, destinés à former six groupes de combat autonomes, ce nouveau type d'unité est donc doté d'un effectif supérieur à la normale, il s'entraîne dans les montagnes de l'Arlberg, avant de rejoindre le front des Vosges, en janvier 1916, où il combat notamment dans le secteur du Hilsenfirst.
En octobre 1916, le bataillon est envoyé sur le front de l'Est, dans les Carpates, à la suite de l'offensive victorieuse russe de l'été du général Broussilov. Le 11 novembre 1916, sur le front roumain, la compagnie de Rommel enlève le mont Lescu (culminant à 1 200 mètres) et débouche dès le lendemain sur le versant sud des Carpates (à Cărpiniș (ro)) où a lieu une violente contre-attaque des Roumains, finalement repoussée : la compagnie de Rommel peut descendre dans la plaine de Valachie et, en fin de journée, prendre la ville de Târgu Jiu. Fin novembre, il bénéficie d'une permission pour aller épouser Lucie à Dantzig mais, début décembre 1916, il a déjà rejoint son bataillon alors en train de prendre Bucarest. En janvier 1917, pour s'emparer du village de Găgești (ro), la légende raconte que Rommel est resté allongé dans la neige par −10 °C jusqu'à dix heures du soir, à quelques pas des positions roumaines, attendant que les Roumains s'endorment. Dès que Rommel estime la garnison endormie, il ordonne l'offensive et capture quatre cents soldats roumains alors qu'il n'en perd presque aucun. Cette action vaut à son bataillon d'être cité à l'ordre de l'armée. En août 1917, en Bucovine, Rommel, malgré le harcèlement des bergers locaux et la résistance des Roumains, s'empare d'une position réputée imprenable, le mont Coșna (cote 789) qui est, aux dires de tous, Alliés comme Allemands, un véritable nid d'aigle. Le lendemain, l'unité de Rommel, épuisée, cède à une contre-attaque roumaine menée notamment par des officiers français de la Mission Berthelot. La position repasse entre les mains de la Triple-Entente.
À la suite du traité de Brest-Litovsk entre Allemands et Russes, les Roumains sont obligés de cesser le combat eux aussi : le 9 décembre 1917 a lieu l'armistice de Focșani.
Le 26 septembre 1917, le bataillon de Rommel fait partie des sept divisions envoyées en renfort à l'armée autrichienne qui a subi de lourdes pertes sur le front italien depuis 1915. Le bataillon de Rommel est plus précisément affecté au secteur de Caporetto-Tolmino. Un plan d'offensive est prévu, dans lequel le bataillon de Rommel doit suivre la 12e division bavaroise. Rommel, toujours intrépide et ne voulant pas rester à la traîne, prévoit un plan d'action pour son bataillon de manière indépendante vis-à-vis du reste des troupes et persuade son supérieur, le commandant Sprösser (de), de l'adopter. Ainsi, dès l'aube, Rommel part à la tête de ses troupes et enlève successivement Saint-Daniel, Foni, et le mont Matajur. En quarante-huit heures, Rommel a parcouru vingt kilomètres à vol d'oiseau, est monté à deux mille mètres, a devancé tous les autres régiments austro-allemands, a capturé cent cinquante officiers, neuf mille soldats et quatre-vingt-un canons. Il n'a perdu que six hommes et ne compte qu'une trentaine de blessés. Son bataillon joua un rôle déterminant dans la bataille de Caporetto, défaite qui coûta à l'armée italienne quarante mille tués, cent quatre-vingt mille blessés et trois cent vingt-cinq mille prisonniers.
En novembre, le bataillon de Rommel est affecté à l'avant-garde d'une division autrichienne dans le secteur du fleuve Piave, où les troupes italiennes se sont regroupées après cent quarante kilomètres de retraite. Le 9 novembre, Rommel parvient à s'emparer du village de Longarone après avoir traversé avec son régiment les eaux glacées du fleuve à l'aide de cordes. Cette action lui vaut sa promotion au grade de capitaine et l'attribution de la médaille Pour le Mérite, la plus haute distinction prussienne. Il est le plus jeune officier décoré de la médaille Pour le Mérite, qui était habituellement donnée à des officiers supérieurs.

### La défaite
En janvier 1918, Rommel à son grand regret est affecté à l'état-major du 64e corps d'armée à Colmar sur le front français. Alors que les diverses offensives lancées se soldent par de cuisants échecs ou plutôt des victoires qui ne modifient pas l'issue de la guerre, Rommel ne s'y sent pas vraiment dans son élément, lui qui n'a jamais apprécié la théorie et qui préfère le terrain. Comme un bon nombre d'officiers du Reich, il voit l'armistice du 11 novembre 1918 comme une trahison des politiques vis-à-vis de l'armée car, pour lui, l'armée allemande n'a pas été réellement vaincue.
Fin décembre 1918, Rommel retourne au 124e régiment d'infanterie de Weingarten. Pendant son trajet de la frontière française à chez lui pour rejoindre sa femme convalescente, comme bon nombre de militaires en uniforme il est souvent insulté par la population et risque même à plusieurs reprises de se faire arrêter. Pour pouvoir s'occuper de sa femme, il la fait s'installer à Weingarten où habite déjà sa mère. En juin 1919, c'est comme une humiliation supplémentaire pour son pays que Rommel ressent le traité de Versailles.
Le 1er juillet 1919, le capitaine Rommel prend le commandement d'une compagnie de sécurité intérieure à Friedrichshafen. Cette compagnie est composée en majorité d'anciens marins « rouges » qu'il a la charge de faire rentrer dans le rang et de transformer en parfaits soldats. La première fois que Rommel leur apparaît, bardé de décorations, ils se mettent à le huer, veulent élire un commissaire politique et tiennent même une réunion politique révolutionnaire. Rommel y assiste et demande à prendre la parole. Il monte à la tribune et fait un discours assez court disant qu'il compte bien commander à des militaires et non à des criminels. Le lendemain, Rommel parvient à les faire défiler et ses soldats apparaissent si disciplinés qu'il est félicité par l'inspecteur Hahn, chef de la police de Stuttgart.

## Dans la Reichswehr (1918-1933)
Après la Première Guerre mondiale, il demeure dans la Reichswehr, commandant une compagnie du 13e régiment (wurtembergeois) d'infanterie (de) casernée à Stuttgart. Il est alors présenté comme : « Un soldat d'esprit sérieux, jeune, très différent des fiers-à-bras sans doute utiles en temps de guerre, mais se pliant difficilement à la discipline et aux mornes exercices du temps de paix. » Malgré les privations, les humiliations et différentes vexations ressenties par l'Allemagne, Rommel reste profondément légaliste et respectueux de la république de Weimar bien que souvent opposé à ses décisions. Il accueille l'arrivée au pouvoir du Generalfeldmarschall Paul von Hindenburg par des mots caractéristiques de l'état d'esprit militaire de l'époque : « L'arrivée au pouvoir du héros de Tannenberg est le signe du renouveau de la puissance allemande. Notre armée va ainsi retrouver la place primordiale qui doit être la sienne. Durant quatre ans, nous n'avons remporté que des succès face aux Alliés. L'armistice de 1918 n'est pas la conséquence d'une défection des militaires, mais des politiciens. »
En septembre 1927, Rommel fonde l'association des anciens combattants du bataillon de montagne du Wurtemberg, une association nationaliste qui s'occupe surtout de retrouver tous ceux qui ont servi dans ce bataillon d'élite et d'organiser une assemblée générale et un défilé tous les ans à Stuttgart. Le 1er octobre 1929, Erwin Rommel est nommé instructeur à l’École d'infanterie de Dresde, poste qu'il occupe durant quatre ans. À la suite de la préparation de ses cours et à l'expérience acquise sur le terrain lors de la Première Guerre mondiale, il publie un court manuel, Infanterie greift an (L'infanterie attaque), simple mais d'une grande clarté. Ce manuel fut lu entre autres par Hitler.
Sa femme Lucie décrit Rommel comme un mari facile à vivre et attentionné. Son fils Manfred naît le 24 décembre 1928 après douze ans de mariage. En juillet 1927, Rommel avait profité d'une permission pour se rendre en Italie sur les lieux de ses anciens exploits mais aussi partir sur les traces des ancêtres de sa femme, la famille Molino. Il avait dû abréger son séjour, les autorités italiennes ne voyant pas d'un bon œil cet officier ennemi visitant les lieux de défaites italiennes.

## Carrière dans la Wehrmacht de 1933 à 1939
Entre 1933 et 1940, Rommel occupe différents postes d'instructeur militaire et les aléas de sa carrière le mettent en contact direct avec Adolf Hitler à plusieurs reprises, d'abord lors d'un défilé militaire, puis comme responsable de la sécurité personnelle de Hitler. Début 1940, Rommel est nommé commandant de la 7e Panzerdivision, sur recommandation directe de Hitler.
Rommel, dans une lettre, commente en ces termes la prise du pouvoir par les nazis en 1933 : « L'arrivée au pouvoir de Hitler est une chance pour le pays. Il semble être appelé par Dieu afin que le Reich retrouve sa puissance séculaire. L’armée ne peut que se réjouir de cette nouvelle. C'est un grand jour pour l'Allemagne ». Il porte toutefois peu d'intérêt à la politique en général et voit surtout Hitler comme un patriote, même s'il accueille avec bonheur la loi du 25 mai 1935 renforçant l'armée.[réf. souhaitée]
Le 10 octobre 1933, Rommel reçoit, en plus de son grade de commandant, le commandement du 3e bataillon des chasseurs de Goslar (Goslarer Jäger) du 17e régiment d'infanterie (de). Cette unité d'élite passe pour être l'une des meilleures du jeune Reich et tous ses membres sont d'excellents skieurs. Âgé de 42 ans, Rommel démontre à ses officiers son excellente forme physique pour assoir sa légitimité. En juillet 1935, il rencontre pour la première fois Adolf Hitler à Goslar lors d'un défilé militaire. Un délégué SS vient informer Rommel qu'un bataillon SS défilerait devant ses soldats et se voit répliquer qu'il serait normal que ce soit l'inverse. Hitler est impressionné par cette attitude et le fait convoquer par Heinrich Himmler et Joseph Goebbels. Lors de l'entretien, Goebbels et Himmler reconnaissent que faire défiler des SS devant un bataillon d'élite est une erreur et en imputent la faute à un subordonné un peu trop zélé. Hitler félicite Rommel pour l'excellente tenue de ses hommes, se fait dédicacer son exemplaire de L'Infanterie attaque, il lui assure que sa fidélité au régime ne sera pas oubliée.
Le 15 octobre 1935, Rommel est promu lieutenant-colonel et nommé instructeur à l'Académie de Guerre de Potsdam, dans la banlieue de Berlin. Rommel semble s'être peu mêlé à la société berlinoise, limitant ses relations sociales à des officiers de son rang et à leurs épouses. Il se garde de prendre position dans les rivalités entre l'état-major de l'armée et les chefs nazis. Commentant les mouvements italiens en Éthiopie et la guerre contre le Négus, il conclut : « La puissance de feu et la grande mobilité des troupes sont les garants essentiels de la victoire. »[réf. souhaitée]
Le 25 février 1937, Rommel reçoit, en plus de sa charge à l'Académie de Potsdam, celle d'entraîner les Jeunesses hitlériennes, afin de renforcer le lien entre l'organisation des Jeunesses et la Wehrmacht. Il en vient à rencontrer Baldur von Schirach, chef des Jeunesses, lors d'une entrevue difficile. Rommel traite Schirach de blanc-bec, et Schirach rapporte à Hitler que Rommel n'est pas « un nazi bon teint »[réf. souhaitée]. Hitler, qui a toute confiance en Rommel, qu'il considère comme l'un de ses meilleurs instructeurs, impose aux deux hommes de s'entendre et de travailler en commun.[réf. souhaitée] Rommel adapte également son traité d'infanterie à l'intention des Jeunesses hitlériennes, et Hitler fait éditer ce livre dans une édition populaire tirée à 400 000 exemplaires.
Début octobre 1938, Rommel est promu colonel et commande temporairement le bataillon chargé de la sécurité du Führer. Il participe à l'invasion des Sudètes. Hitler a une grande confiance en lui du fait qu'il est « un officier national-socialiste qui n'est pas issu de l'aristocratie »[réf. souhaitée]. La proximité du Führer, que donne cette mission de protection, convainc Rommel des qualités exceptionnelles de Hitler : « Hitler possède un pouvoir magnétique sur les foules, qui découle de la foi en une mission qui lui aurait été confiée par Dieu. Il se met à parler sur le ton de la prophétie. Il agit sur l'impulsion et rarement sous l'emprise de la raison. Il a l'étonnante faculté de rassembler les points essentiels d'une discussion et de lui donner une solution. Une forte intuition lui permet de deviner la pensée des autres. Il sait manier avec habileté la flatterie. Sa mémoire infaillible m'a beaucoup frappé. Il connaît par cœur des livres qu'il a lus. Des pages entières et des chapitres sont photographiés dans son esprit. Son goût des statistiques est étonnamment développé : il peut aligner des chiffres très précis sur les troupes de l'ennemi, les diverses réserves de munitions, avec une réelle maestria qui impressionne l'état-major de l'armée ».
Après trois années comme instructeur à Potsdam, Rommel est nommé, en novembre 1938, directeur de l'Académie militaire thérésienne située au sud-ouest de Vienne dans une région montagneuse. Le poste, loin des intrigues du pouvoir et autonome des autorités supérieures, convient bien à Rommel, qui se livre complètement à l'entraînement des jeunes recrues et des élèves officiers. Il loge avec sa famille dans une maison entourée d'un immense jardin et n'a que très peu de contacts avec les chefs nazis locaux. Il profite de cette affectation pour réétudier les combats du front austro-italien de la Première Guerre mondiale. Il visite par exemple le secteur du Trentin où 250 000 soldats autrichiens et italiens sont tombés en 1916. Il se livre aussi à sa passion pour la photographie : d'après un certain nombre de contemporains, Rommel avait un talent affirmé dans ce domaine et a même bénéficié d'une exposition organisée par le maire de Wiener Neustadt. Cette exposition rencontra d'ailleurs un certain succès. Rommel reçoit, par ailleurs, les meilleurs éléments des Jeunesses hitlériennes pour leur donner une solide instruction militaire, mais il n'apprécie pas toujours leur fanatisme et leur arrogance.[réf. souhaitée]

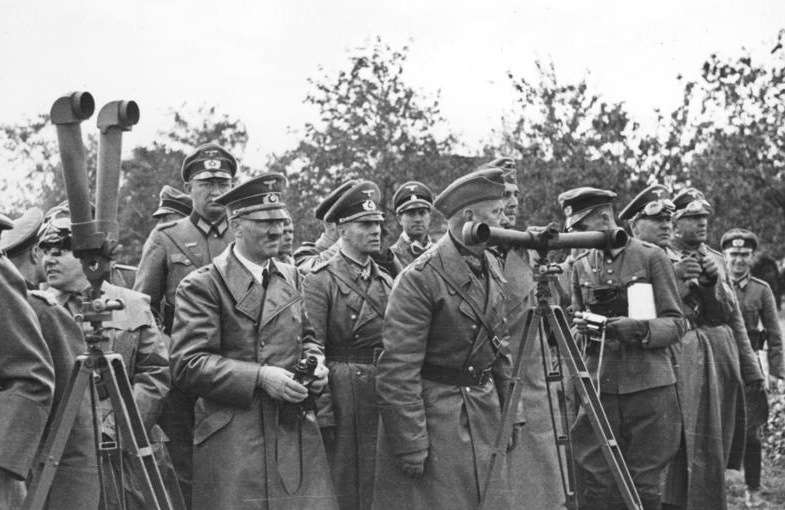
Hitler et Rommel, côte à côte, campagne de Pologne, septembre 1939.

À la mi-mars 1939, il est de nouveau chargé de la sécurité du Führer. S'il faut en croire Rommel, c'est lui qui, au moment de l'occupation militaire de la Bohême-Moravie, aurait convaincu Hitler de monter en voiture jusqu'au château de Prague : « Je l'ai persuadé en quelque sorte de rouler avec moi. Il s'en est remis à ma protection et ne m'a jamais oublié à cause de ce conseil. ». Le 23 août 1939, Hitler nomme Rommel général et le fait affecter à son quartier général, toujours chargé de commander le bataillon assurant sa sécurité. Celui-ci est, à ce moment-là, très confiant dans les capacités de Hitler et pense qu'il arrivera à éviter le conflit généralisé en Europe. En outre, la famille de sa femme vivant en Prusse-Orientale, il est tout à fait favorable à la suppression du couloir de Dantzig, mais espère tout de même qu'une solution diplomatique sera trouvée.[réf. souhaitée]

## Pendant la Seconde Guerre mondiale

### Campagne de Pologne (septembre 1939)
Le quartier général se déplace à mesure que la campagne de Pologne progresse. Le 2 septembre 1939, le quartier général est déjà à Prusczo, le 10 à Kielce et le 13 à Łódź. Le 27 septembre, Varsovie capitule. Rommel retient comme enseignement de cette Blitzkrieg que : « L'importance d'une parfaite coopération entre l'aviation et les blindés est désormais évidente. Répandre la confusion sur les arrières est souvent plus démoralisant pour les forces adverses que les pertes subies. Il faut pousser à fond l'exploitation de la percée des troupes motorisées, sans tenir compte des îlots ennemis de résistance que l'infanterie a pour charge de réduire. Les chars doivent être utilisés en masse et non en ordre dispersé. »[réf. souhaitée].
En octobre, rentré en Allemagne, Hitler lui demande : « Qu'est-ce qui vous ferait plaisir, mon cher général ? » Rommel répond aussitôt : « Une division blindée ! »[réf. souhaitée]. Hitler donne satisfaction à Rommel : le 10 février 1940, il lui confie le commandement de la 7e Panzerdivision en garnison à Godesberg am Rhein.

### Campagne de France, à la tête de la7ePanzerdivision(mai-juin 1940)
Lors de la campagne de France en mai et juin 1940, Rommel commande la première des divisions panzers parvenant à traverser la Meuse puis à percer le front français. Ses capacités de commandement et son dynamisme se révèlent décisifs lors des premières journées de combat. Sa division fonce ensuite jusqu'à la côte Atlantique, scellant l'encerclement des armées françaises.

#### La percée de Sedan
La campagne de France commence, le 10 mai 1940, pour la 7e Panzerdivision, rattachée au 15e Panzerkorps du général Hoth. Commandée par Erwin Rommel, elle attaque à l'aube dans l'Ardenne belge, retardée par la résistance des chasseurs ardennais à Chabrehez, ainsi que par les destructions et les obstacles que les Belges ont réalisés le long des routes sinueuses et étroites : « Il fallait non seulement se battre, mais écarter des barrages ou édifier des passerelles pour remplacer les passages détruits ». Aussi, ce n'est que le 11 mai que les avant-gardes de Rommel prennent contact avec les premiers éléments français de la 1re division légère de cavalerie. Rommel note : « À notre premier choc avec les forces françaises, nous ouvrîmes le feu tout de suite, ce qui les amena à se retirer en hâte. J'ai constaté que, dans ces contacts, le succès est au bénéfice du premier qui a pu mettre l'ennemi sous son feu ». Le 11 mai, Rommel est enroué et fatigué, il n'a cessé de crier des ordres, du haut de la tourelle de son Panzerkampfwagen III (Panzer III), depuis le début de l'offensive et n'a dormi qu'un très petit nombre d'heures, mais le lendemain sa division a contraint la 1re DLC, qui ne comptait, il est vrai, dans ses effectifs que douze chars Hotchkiss H35 à se replier derrière la Meuse. Le 12, comme Rommel a pris de l'avance sur la 5e Panzerdivision voisine, Hoth décide de lui confier un des deux Panzer-Regimenten de cette dernière pour exploiter son succès.

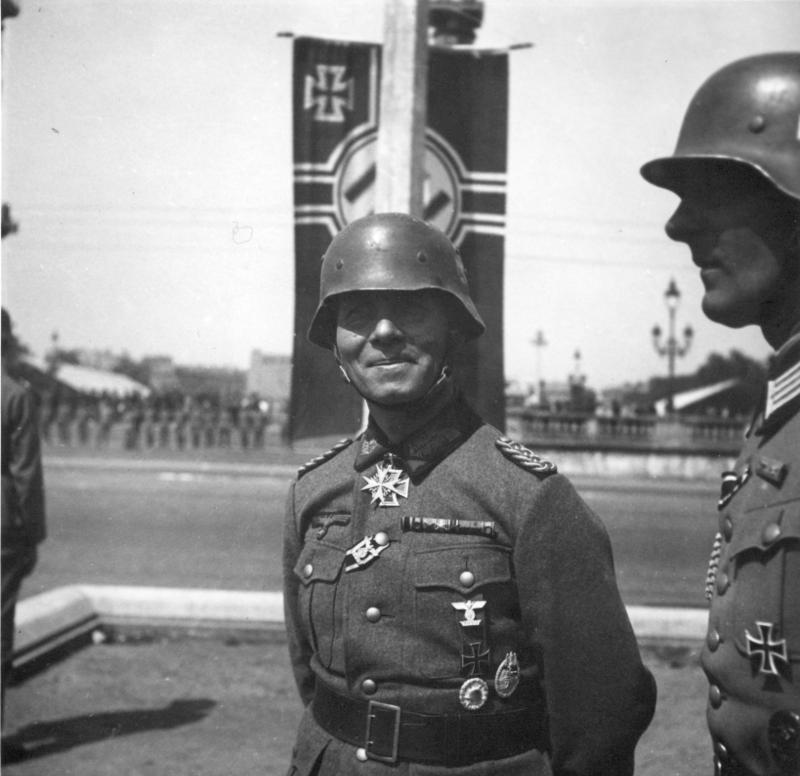
Paris, juin 1940 : Rommel, en uniforme de Generalmajor et casqué, au moment du défilé de la victoire.

L'objectif assigné à Rommel est de franchir le fleuve dès que possible et d'établir une tête de pont dans le secteur de Dinant, mais les Français ont pris le temps de faire sauter les ponts de Dinant et Houx. Il va donc devoir faire traverser ses troupes sur des canots en caoutchouc. L'attaque lancée le 13 mai à cet effet rencontre une vive résistance de la part des Français de la 18e division d'infanterie : « Je me rendis dans le secteur de Dinant. Plusieurs de nos chars atteints se trouvaient sur la route conduisant à la route de la Meuse. Les obus français tombaient avec une grande précision. Nos canots étaient détruits les uns après les autres par le tir des Français, et la traversée ne s'effectuait pas. » Il ordonne donc à des Panzer IV avec leurs canons de 75 mm, ainsi qu'aux obusiers automoteurs Sig 33 de 150 mm, d'appuyer le franchissement avec des tirs tendus et, grâce à cette protection, la traversée peut finalement s'effectuer. Il envoie aussi le 7e bataillon de motocyclistes prendre le village de Grange à proximité.
Sur l'autre rive, les combats font rage, Rommel doit repousser une contre-attaque de blindés légers. Le 14 mai, une contre-attaque française chasse les Allemands du village de Haut-le-Wastia. Rommel ayant donné l'ordre la veille au génie de rétablir les ponts, fait accélérer le passage des chars par ceux-ci pour renforcer la tête de pont établie. En se rendant en reconnaissance à la lisière du bois d'Onhaye, Erwin Rommel, qui est monté dans un char est blessé à la joue gauche par un feu nourri français. En effet, la contre-attaque française est vigoureuse et les hommes motivés ; par exemple, un canonnier français a détruit sept blindés à lui seul. Mais les renforts allemands affluent et la Luftwaffe, maîtresse du ciel, oblige les chars français à se cacher. Malgré tout, la victoire reste incertaine jusqu'à ce que le 25e régiment de panzers attaque et rétablisse la situation en faveur des Allemands. En effet, la 18e division d'infanterie française, contre laquelle combat Rommel, n'a reçu que la moitié du matériel antichar prévu pour une division d'infanterie. Elle doit donc faire face aux 218 chars de Rommel et ses cinquante-six automitrailleuses avec seulement vingt et un canons antichars. Elle n'est appuyée que par un bataillon de quarante-cinq chars légers Hotchkiss (armés d'un canon court de 37 millimètres, modèle 1918) qui ne peut faire grand-chose contre la marée des panzers. Au total, les pertes allemandes seront d'ailleurs très faibles par rapport au succès remporté : le franchissement de la Meuse.
Le 15 mai, Rommel doit faire face à un nouvel ennemi, la 1re division cuirassée (DCR), du général Bruneau, forte d'environ 160 chars (70 Renault B1-bis et 90 Hotchkiss H39), dont l'autonomie en carburant est faible. La division, par suite de problèmes de ravitaillement, se retrouve bloquée entre Flavion et Ermeton, une partie de ses chars ne pouvant plus avancer. Vers 8 heures 30, Rommel tombe sur les chars de la 1re DCR, au moment où ceux-ci sont en train de faire le plein. Les chars allemands, essentiellement des Škodas tchèques armés de canons de 37 mm, ne font pas le poids face à des B1 bis, même immobilisés, et subissent des pertes. Dans ses Carnets, Rommel n'évoque que brièvement l'épisode qu'il qualifie de « bref engagement ». Il contourne la 1re DCR et se dirige vers Philippeville, la 5e Panzerdivision prenant le relais l'après-midi. Le 16 mai, Rommel affronte à Vouziers les débris de la 1re DCR, qui ne compte plus que dix-sept chars.
Le 16 mai, Rommel fait face aux prolongements de la ligne Maginot, à l'ouest de Clairfayts, que Rommel croit être la véritable ligne Maginot, mais qui, en réalité, ne sont qu'un ensemble de fossés antichar et de fortins équipés à la hâte, rapidement percé par les panzers. Dans ses Carnets il exulte : « … nous avions traversé la célèbre ligne Maginot, nous avancions profondément en territoire ennemi. Ce n'était pas un beau rêve, c'était la réalité. » Dans la nuit du 16 au 17, Rommel exploite son succès. Il emploie une technique peu utilisée à l'époque, en ordonnant à ses tankistes de tirer à droite et à gauche en roulant pour désorienter l'ennemi. Dès minuit, Rommel entre dans Avesnes, où ont lieu des combats de rues acharnés qui se terminent vers 4 heures du matin. Rommel, qui invoque une fort opportune absence de liaisons radio avec le quartier général, décide de poursuivre sa percée vers l'ouest. Avec les éléments de pointe de la division, il traverse sans rencontrer de résistance les lignes françaises plongées dans le chaos et le désarroi. Il traverse Maroilles et s'empare d'un pont intact sur la Sambre à Landrecies. Il pousse vers l'ouest jusqu'aux environs du Cateau, qu'il atteint vers 6 heures 15. Il se trouve dans une position vulnérable, alors que le gros de la division se trouve cinquante kilomètres en arrière et que ses chars manquent de carburant et de munitions. Laissant sur place les chars de l’Oberst Karl Rothenburg, il fait demi-tour dans une automitrailleuse avec pour toute escorte un seul char. Son audace est payante : il croise sans être inquiété de nombreuses unités françaises, rejoignant même Avesnes avec un convoi de quarante camions français qui s'est rendu à lui. Son retour met un terme à l'inquiétude qui avait saisi tant son propre chef des opérations que l'OKH. Ainsi, Rommel fait de la 7e Panzer la première division à avoir franchi la Sambre, empêchant les forces françaises d'y organiser une ligne de défense. La division a ainsi réalisé une percée longue d'une cinquantaine de kilomètres et large de seulement trois kilomètres. Ce 17 mai est aussi le jour où Rommel donne l'ordre de faire abattre le lieutenant-colonel Jacques Savare, commandant du 254e régiment d'infanterie, après trois sommations à monter dans un véhicule blindé.

#### Bataille d'Arras
Le 19 mai, la 7e prend Cambrai en faisant 650 prisonniers. Le 20 mai, Rommel se trouve déjà au sud d'Arras, après avoir traversé le canal du Nord, à Marquion. Son infanterie motorisée se trouvant encore loin derrière, Rommel part à sa rencontre dans sa voiture de commandement avec seulement deux chars. Mais, à proximité de Vis-en-Artois, sur la route d'Arras, il doit faire face à l'ennemi qui détruit les deux tanks qui l'escortent. Rommel passe ainsi plusieurs heures encerclé par les Français, mais il est délivré par l'arrivée du reste de la division. Le 21 mai, la tâche assignée à la 7e Panzer est de contourner Arras par le sud et de s'emparer du passage de la rivière Scarpe à Acq, au nord-ouest de la ville, une manœuvre délicate qui expose son flanc droit et qu'il entreprend avec le seul 25e régiment de panzers. Le même jour, une contre-attaque est lancée par les 4e et 7e régiments blindés britanniques et des éléments de la 3e DLM française, sur les hauteurs d'Arras défendues par la 7e Panzer ainsi que la division motorisée SS « Totenkopf ». Rommel écrivit à propos de cette contre-attaque : « De violents combats avec des centaines de chars et avec l'infanterie qui les suivait. Contre les chars lourds alliés, nos canons antichars de 37 millimètres ne sont pas efficaces, même à une distance assez courte. La barrière défensive constituée par eux a été rompue, nos pièces ont été détruites, les servants massacrés. »
Pour arrêter cette contre-attaque, Rommel est forcé d'utiliser ses canons de DCA de 88 millimètres comme des canons antichars face aux blindés Matilda et SOMUA S-35 alliés, puis d'appeler une escadrille d'avions d'assaut Stuka. Les Alliés finissent par se replier sur Arras. Le 25e régiment de panzers, qui a atteint les collines d'Acq (sud de la Scarpe), reçoit l'ordre de faire demi-tour et ainsi de surprendre les Alliés sur leurs arrières. Rommel échappe de peu à la mort, encore une fois, et a un officier tué à son côté pendant qu'ils étudient une carte ensemble. Les pertes sont lourdes des deux côtés, les Allemands de la 7e Panzer, pour ce seul 21 mai, ont perdu 89 tués, 116 blessés et 173 disparus ainsi qu'une vingtaine de chars et beaucoup de matériel (camions, mitrailleuses, canons). La division SS Totenkopf se retrouve, quant à elle, avec trois cents hommes hors de combat. Les Britanniques ont perdu entre quarante-trois et soixante-deux chars sur les soixante-quatorze engagés et les Français une vingtaine sur les soixante-dix engagés, mais les Allemands sont arrêtés pour la journée. Le 22 mai, la 7e Panzer traverse la Scarpe et atteint le mont Saint-Éloi où vont se livrer de violents combats. Le 26 mai, Rommel est décoré de la croix de chevalier par le lieutenant Hanke agissant au nom de Hitler.

#### Fin de la campagne
Le 28 mai, Rommel participe avec ses chars à l'encerclement de Lille. Le 29, Rommel et une partie de sa division sont envoyés à l'ouest d'Arras pour se reposer. Rommel profitera de cette première journée pour se promener en auto dans les rues de Lille, mais il s'aperçoit très vite que beaucoup de soldats ennemis sont encore là. Ceux-ci, aussi surpris que lui, ne réagissent pas assez vite. Rommel a déjà fait demi-tour, il échappe encore une fois à la mort ou tout du moins à la capture. Le 1er juin, la 7e Panzer, toujours en repos, a fini de comptabiliser ses pertes. Sur un effectif de treize mille hommes au 10 mai, la 7e de Rommel en a perdu mille six cents (tués, blessés ou prisonniers). Elle compte en revanche à son actif la destruction d'une centaine de chars ennemis et la capture de quinze mille prisonniers. Rommel estime donc que les pertes sont importantes mais tolérables.
Rommel écrit ceci à sa femme Lucie : « Mes hommes ont perdu une bonne part de leur équipement en route et sous les attaques des chars ennemis, et il leur faut réparer cela le plus tôt possible. La division doit être en mesure de reprendre rapidement le combat contre les Français. »
Le 2 juin, Rommel rencontre le Führer lors d'une conférence à Charleville-Mézières. Rommel rapporte dans une lettre à son épouse que celui-ci débute la conversation en ces termes : « Rommel, nous avons été très inquiets pour vous pendant l'attaque. » Les deux hommes discutent longuement de questions militaires, discussions qui les passionnent autant l'un que l'autre. Rommel est persuadé que l'armée française a perdu ses meilleurs éléments et qu'elle ne pourrait pas résister à une nouvelle offensive allemande. Hitler, quant à lui, est persuadé qu'une contre-offensive française est encore envisageable. Finalement, Hitler se laisse convaincre par Rommel et ordonne de poursuivre l'offensive.
Le 5 juin, la 7e Panzer attaque dans le secteur de la Somme, entre Longpré et Hangest, défendu par la 5e division d’infanterie coloniale. Les Français ont eu le temps de faire sauter les ponts sur la Somme, excepté deux ponts de chemin de fer entre Hangest et Condé-Folie. Rommel fait enlever les rails par le génie et ses blindés peuvent ainsi traverser la Somme. Les Français, qui défendent le château du Quesnoy, résistent aux attaques de la 7e Panzer. Le village d'Hangest ne tombe qu'en fin de journée. Rommel a perdu quelques chars et trois cents hommes dans cette seule journée. Lors des assauts, Rommel est encore une fois en première ligne et manque plusieurs fois de se faire tuer par des rafales de mitrailleuses. Il écrivit, à propos des Coloniaux, ce commentaire laconique : « Les troupes coloniales françaises se défendirent avec une grande bravoure. Mais nos chars eurent le dernier mot. » Le lieutenant-colonel Heysing raconte, lui, la prise du village ainsi : « Sur les deux cents premiers mètres, le mouvement en avant s'exécute bien mais, ensuite, une concentration des tirs atteint brusquement les compagnies. Dès l'entrée dans le village, des tirs de fusils et de mitrailleuses crépitent depuis les persiennes fermées des fenêtres, des grenades à main en forme d'œuf jaillissent des soupiraux des caves et éclatent dans les jambes de nos soldats. Un combat de maison en maison s'engage. Nos pertes en officiers et troupes sont grandes. »
Le journal allemand Signal (du 1er janvier 1941) reconnaît lui aussi la valeur des tirailleurs sénégalais : « Une particulière page de gloire du régiment Poméranie est le combat qui lui a assuré le passage de la Somme en juin 1940. Il y avait la localité de Condé-Folie : ce fut un point particulièrement difficile à réduire. Là, à nouveau, la troupe se heurte à une vive résistance, l'ennemi combat avec acharnement. Les Noirs utilisaient jusqu'au bout chaque possibilité de défense. Il y eut des heurts très durs. L'ennemi défendait chaque maison, des fenêtres et des lucarnes le feu crachait. Les lance-flammes durent être mis en action et on se battit jusqu'au corps à corps. » Les troupes françaises finissent par être encerclées dans le bourg d'Airaines, en flammes, où le 72e régiment d’artillerie, réduit à douze pièces, se défend jusqu'à ce que son dernier canon soit détruit. Il est parvenu à détruire trente-deux chars allemands. Dans ses mémoires, Rommel ne parle pas du sort réservé par la 7e Panzer à un certain nombre de tirailleurs sénégalais faits prisonniers. On sait pourtant que les corps des prisonniers noirs n'ont jamais été retrouvés et que plusieurs récits d'exécutions sommaires ont été rapportés.
Le 6 juin, les cent cinquante chars de Rommel doivent faire face à une nouvelle contre-attaque française menée par le 7e régiment de cuirassiers commandé par le lieutenant-colonel de Langle de Cary. Ce régiment ne compte plus que quatre-vingt-cinq blindés dont seulement vingt-cinq SOMUA S-35, chars cependant très supérieurs aux blindés allemands. Pour diminuer les pertes en tanks que pourrait subir sa division, Rommel préfère mettre en avant son artillerie et repousse ainsi l'attaque de ce régiment, qui perd dans cette seule journée soixante-treize chars. L'adjudant-chef Pierson revendique tout de même la destruction de quinze blindés allemands à la tête de ses quatre chars Somua S35. Cette attaque n'empêche pas la 7e Panzer d'atteindre le plateau d'Hornoy avant la tombée de la nuit. Rommel ne se soucie que très peu des îlots de résistance pouvant subsister ici et là. Ainsi, le 7, il atteint Argueil et, le 8, la 7e Panzer se trouve en bord de Seine. La percée de la 7e Panzer a isolé le 9e corps d'armée français du général Ihler. Celui-ci projette de s'embarquer à Saint-Valery-en-Caux, mais Rommel, devinant les intentions de l'ennemi, fait encercler Fécamp le 10 juin et oblige par ses tirs d'artillerie la Royal Navy à s'éloigner, deux de ses destroyers ayant été touchés. Le 11 juin, Rommel est à Saint-Valery-en-Caux, il fait pilonner la ville et le port, les Alliés opposent une opiniâtre résistance dans l'attente de l'arrivée de la Marine pour les embarquer. À la nuit tombée, un épais brouillard empêche tout embarquement. Le 12 juin, un duel au canon entre le patrouilleur français le Cérons et les canons allemands se termine par la destruction du patrouilleur après que celui-ci a réussi à détruire deux canons de 105 mm allemands. En début de soirée, Rommel accepte la reddition du général Ilher, qui n'a plus de munitions, et le félicite en ces termes : « Vos hommes se sont battus avec une grande bravoure. »
La 7e Panzer a dû mobiliser tous ses moyens pour réduire la défense franco-britannique mais est récompensée par la prise de douze généraux alliés dont Ilher et le major-général Victor Fortune (en) commandant la 51e Highland Division, entre douze et vingt-six mille soldats dont au moins huit mille Britanniques, une centaine de canons, cinquante-huit blindés légers et trois cent soixante-huit mitrailleuses, ainsi que des milliers de fusils et de camions.
Le 14 juin, la 7e Panzer progresse de 260 kilomètres en une journée, partant de la Haute-Normandie, elle arrive dans le Cotentin, où elle attaque le 15 juin Cherbourg, qui capitule après seulement trois jours de combat, le 18 juin. Rommel capture trente mille soldats, dont un préfet maritime, l'amiral Jules Le Bigot et surtout le commandant des forces navales du Nord, à savoir l'amiral Abrial.
Rommel écrit ceci à sa femme : « La division a mené l'attaque sur Cherbourg d'une seule traite, sur une distance de trois cent cinquante à trois cent soixante-dix kilomètres, et s'est vite emparée de la puissante forteresse malgré une forte résistance. Il y a eu pour nous quelques mauvais moments à passer car l'ennemi a eu d'abord une nette supériorité en effectif […]. En pressant les choses, nous avons réussi à exécuter l'ordre de Hitler : prendre Cherbourg le plus vite possible ». Les causes de la capitulation de Cherbourg sont pourtant diverses car, en plus des combats entre les défenseurs de la ville et la 7e Panzer, un autre fait a joué. En effet, le 17 juin, le maréchal Pétain a annoncé que des pourparlers d'armistice étaient lancés et qu'il fallait cesser le combat. L'on peut donc penser que cela a pesé dans la balance quand le commandant de Cherbourg a pris la décision de se rendre.
Le 24 juin, la 7e Panzer arrive à Bordeaux après avoir traversé l'Anjou, le Sud de la Bretagne, la Vendée et le Poitou, sans y rencontrer une grande résistance. Le 29, le général Rommel, en présence du général Hoth, organise un défilé de la 7e dans les rues de Bordeaux. La 7e Panzer passe l'hiver en Gironde, dans le camp de Souge. Rommel, quant à lui, rentre le 24 décembre à Herrlingen, mais revient le 6 janvier à Bordeaux, à la suite d'une fausse alerte.
Voici ce qu'il écrit à sa femme, ce 6 janvier 1941 : « Nous attendons pour demain des visiteurs de marque qui viennent inspecter nos cantonnements. Nous sommes loin d'être confortablement installés. Les vignerons de la région passaient leur vie, voici mille ans, dans les mêmes misérables taudis qu'aujourd'hui : maison construite en moellons de grès, avec des toits plats en tuiles rondes, exactement semblables à celles des Romains. Beaucoup de villages n'ont pas l'eau courante, et les habitants se servent encore de vieux puits. Les maisons sont très sommairement aménagées pour se protéger contre le froid : les fenêtres ferment mal et l'air siffle à travers les fentes. En revanche, la ville de Bordeaux offre une architecture d'une noble et grande beauté ».
Bilan de la campagne pour la 7e Panzer
- Pertes :
  - 684 tués ;
  - 1 746 blessés ;
  - 266 disparus ;
  - 42 chars détruits et 60 endommagés ;
  - un grand nombre de véhicules et de canons perdus sans compte précis.
- Prises de guerre :
  - capture de 97 478 soldats ;
  - 277 canons de campagne ;
  - 64 canons antichars ;
  - 458 blindés divers ;
  - 4 000 camions ;
  - 1 500 voitures ;
  - 1 500 véhicules hippomobiles ;
  - 79 avions.

Durant son séjour en France, la campagne finie, Rommel joue dans un film de propagande de Goebbels s'intitulant Victoire à l'Ouest. Il y rejoue entre autres le passage de la Somme par la 7e Panzer. Pour ce film, il est fait appel à des prisonniers des troupes coloniales françaises, dont certains meurent durant le tournage.
Grâce à ses faits d'armes et à sa rapidité, la 7e Panzer gagne le surnom de « division fantôme ».

### À la tête de l'Afrikakorps (février 1941-mars 1943)
Le 4 février 1941, Rommel en permission est chez lui, à Herrlingen, quand il reçoit la visite d'un aide de camp de Hitler. Celui-ci lui annonce qu'il est convoqué deux jours plus tard pour rencontrer le Generalfeldmarschall Walther von Brauchitsch et le Führer. Rommel raconte :

« Le 6 février le maréchal von Brauchitsch me fait part de ma nouvelle mission. Pour remédier à la situation critique de nos alliés italiens en Afrique du Nord, deux divisions, une motorisée et une blindée, doivent partir pour la Libye italienne où elles leur prêteront main-forte. On me charge d'assumer le commandement des deux unités, et je suis invité à me rendre en Libye dans les délais les plus brefs, afin de reconnaître les diverses possibilités d'utilisation de nos forces. L'arrivée des premiers contingents est prévue dans près d'une semaine, et celle des derniers de la 5e division légère motorisée pour mi-avril. À la fin mai, les derniers éléments de la 15e Panzerdivision seront à pied d'œuvre. Il est aussi prévu que certaines unités italiennes d'Afrique seront placées sous mes ordres. Dans l'après-midi, je me suis rendu auprès du Führer, qui a tenu à me décrire la situation militaire en Afrique. »

Théoriquement l'Afrikakorps est composé de la 5e Leichte Division (5e division légère) et de la 15e Panzerdivision qui furent placées sous les ordres du général italien Italo Gariboldi. Hitler expliqua ainsi le choix de Rommel pour cette opération :

« J'ai choisi Rommel parce qu'il sait, comme Dietl à Narvik, mobiliser ses troupes. C'est une qualité essentielle pour qui commande une armée qui se bat dans les pays aux conditions climatiques très dures, comme l'Arctique ou l'Afrique du Nord. »

En pratique, Joseph Goebbels et Adolf Hitler veulent reprendre la direction de ce vaste théâtre d'opération aux Italiens, pour en faire une grande épopée dont la Propagandastaffel pourrait se servir.

#### Offensive de 1941

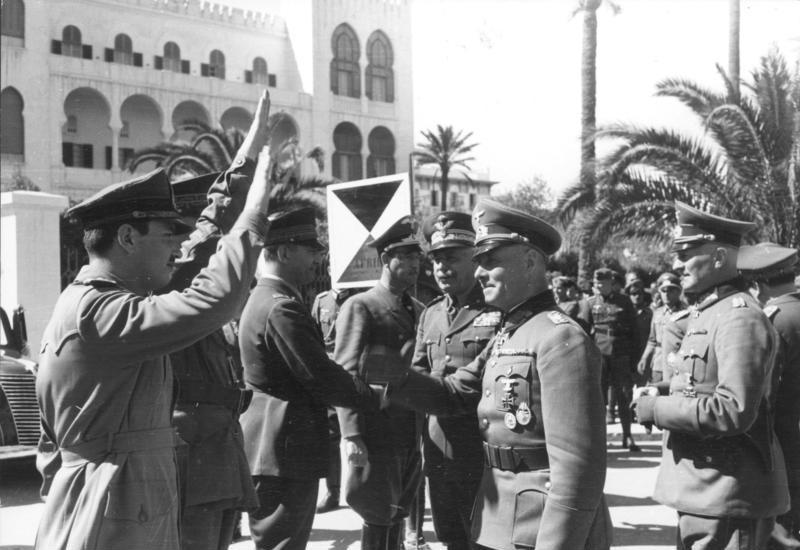
Rencontre de Rommel et du général Gariboldi à Tripoli, le 12 février 1941.

Le 12 février 1941 vers midi, Rommel atterrit à Tripoli où, après un bref exposé de la situation par le lieutenant-colonel Heggenreiner, il rencontre le général Italo Gariboldi. Malgré la réticence du général italien à toute offensive prématurée sur les Britanniques, Rommel obtient de pouvoir faire diverses opérations limitées ayant pour but de tester les résistances adverses. Les troupes germano-italiennes au début de ces opérations s'élèvent à 3 000 Italiens et 9 300 Allemands. Le 24 mars 1941, un bataillon de la 5e division motorisée attaque El Agheila que les Britanniques abandonnent sans livrer de combats. Le 1er avril, Rommel attaque Marsa El Brega, faisant du même coup 800 prisonniers chez les Britanniques. Le 2 avril 1941, c'est la prise d'Agedabia qui force les Britanniques à se retirer sur la position d'El-Mechili. Cette position est rapidement encerclée par les Germano-Italiens. Mechili est défendu par les débris de la 2e division mécanisée britannique, la 3e brigade motorisée indienne, une batterie du Royal Horse Artillery et une unité du 3e régiment antichars australien. Le 8 avril, une tentative de sortie britannique se solde par un échec face au 8e régiment de bersaglieri qui force les Alliés à battre en retraite sous les tirs des canons du colonel Ugo Montemurro (de). Les généraux Gambier-Parry et Vaughan sont faits prisonniers par Montemurro ainsi que 1 700 hommes et 500 véhicules divers.

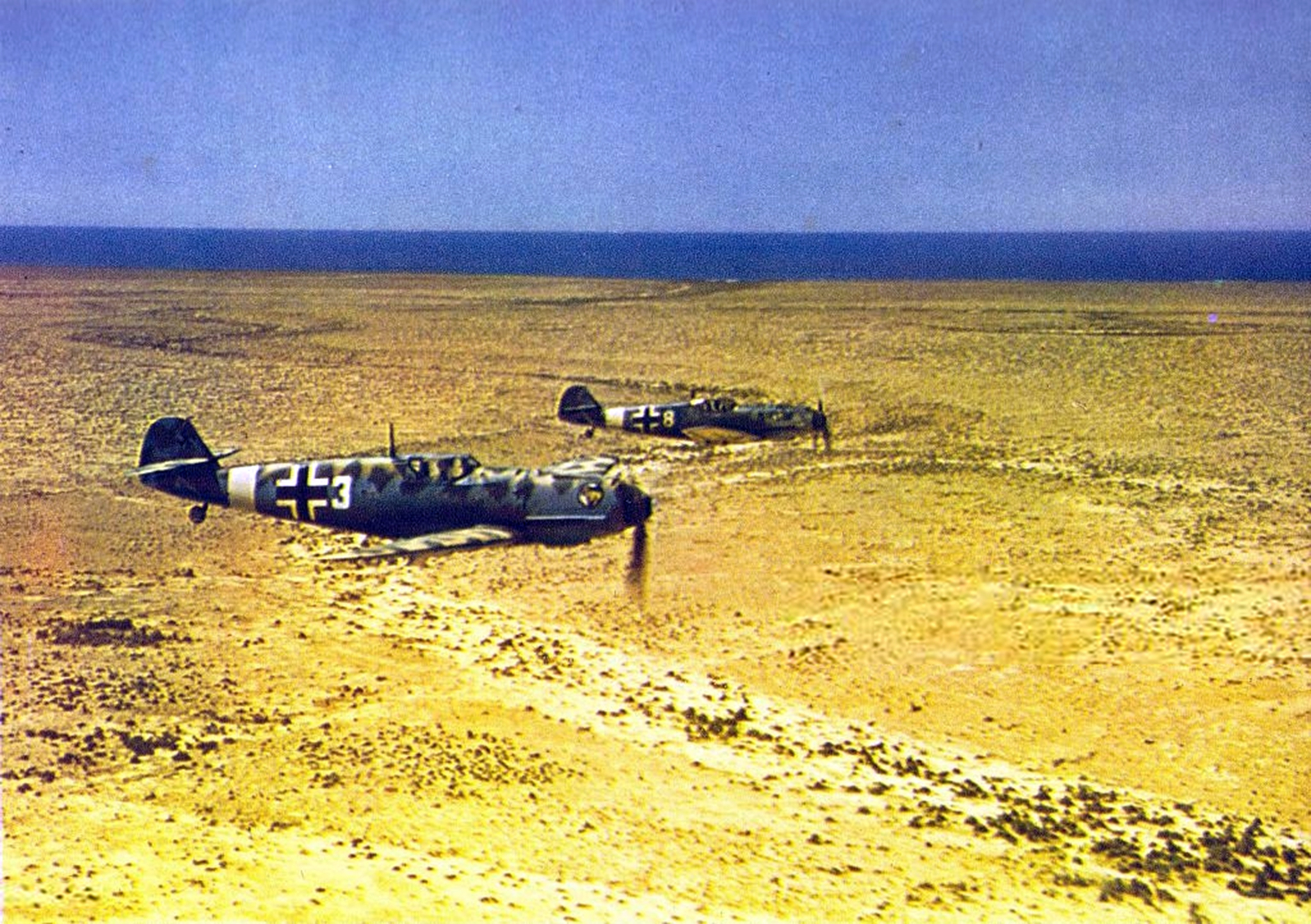
Deux chasseurs Messerschmitt Me 109E-4 survolant le territoire libyen en 1941. L'objectif initial des Allemands sur le théâtre d’opérations africain est de venir en aide aux Italiens en difficulté.
Crédits photo : National Museum of the United States Air Force ; photo recolorisée.

C'est lors de cette bataille que l'avion de Rommel manque d'être abattu par ses alliés italiens, Rommel raconte l'incident ainsi :

« Le 8 avril, à 6 heures, je rejoignais le front à l'est d'El-Mechili, pour suivre le déroulement de l'attaque. À cinquante mètres d'altitude, nous survolions alors un régiment de bersaglieri qui avait été adjoint à la colonne motorisée Fabris. Les soldats italiens n'avaient sans doute jamais vu de Fieseler Storch, car notre apparition inopinée au-dessus de leurs têtes jeta le trouble dans les rangs ; de tous les côtés, ils se mirent à tirer sur nous. Nous fîmes demi-tour, nous dissimulant derrière une élévation du terrain pour nous mettre à l'abri du feu de nos alliés. »

Peu de temps après, les Britanniques évacuent Benghazi et se replient sur Tobrouk, mais leur retraite n'est pas de tout repos. En effet le lieutenant-colonel Ponath, à la tête d'une colonne motorisée allemande, arrive à capturer les généraux Neame (en), Combe et O'Connor, désorganisant ainsi le commandement des forces britanniques en Afrique du Nord. Malgré tout, Rommel ne peut continuer son offensive, tant que Tobrouk n'est pas tombé. En effet Tobrouk réunit une garnison de 36 000 hommes, dont une cinquantaine de chars, quatre régiments d'artillerie lourde et deux régiments antichars. À la mi-avril 1941, Rommel encercle Tobrouk avec les divisions italiennes « Brescia », « Ariete » et « Trento », ainsi qu'avec la 5e division légère motorisée allemande, soit environ 40 000 hommes, la 15e Panzerdivision ne pouvant arriver avant la fin du mois. Durant un peu plus d'un mois, de fréquents combats ont lieu entre les assiégés et les attaquants, sans que l'un ou l'autre puisse prendre l'avantage. Le 15 avril, Rommel reçoit le renfort de la 90e Leichte Afrika Division fraîchement arrivée d'Allemagne. Profitant de l'immobilisation de l'AfrikaKorps, les Britanniques lancent deux offensives à partir de l'Égypte, pour forcer Rommel à lever le siège. Ce sont les deux opérations Brevity et Battleaxe : elles coûtent environ 600 chars aux Britanniques.
Rommel en parle ainsi :

« Le vrai centre de gravité de la bataille de juin a été la passe d'Halfaya, défendue avec une grande opiniâtreté par les artilleurs du commandant Bach. Si nos canons de 88 mm firent une fois de plus merveille, le commandant Pardi, à la tête d'une compagnie d'artilleurs italiens, s'est tout aussi brillamment comporté. La preuve était faite que le soldat italien est capable de bien se battre quand il est conduit par un chef digne de ce nom et qu'il est bien équipé. Le sort de la bataille a donc tenu à la solide résistance des artilleurs, tant allemands qu'italiens, dans la passe d'Halfaya. »

L'été 1941 provoque de lourdes pertes dans chaque camp ; les opérations s'arrêtent donc un peu pour que chacun puisse se rééquiper et se préparer à de nouveaux affrontements.
Rommel, le 30 août 1941, décrit ainsi ses conditions de vie à ce moment-là :

« Chaleur vraiment atroce, même pendant la nuit. Au lit, je me suis tourné et retourné, ruisselant de sueur. Les nouvelles des victoires remportées en Russie ont fait plaisir à entendre. Ici, tout est calme pour le moment. Je passe ordinairement une bonne partie de mon temps à circuler. Avant-hier, je suis resté sur les routes pendant huit heures. Vous imaginez sans peine la soif qui m'étreint après une telle randonnée. J'ai été heureux d'apprendre que Manfred se distingue maintenant en mathématiques. C'est uniquement une affaire de méthode. Je suis aussi très satisfait des autres succès à l'école. La chaleur reste toujours aussi effroyable. J'ai pu tuer quatre punaises. Mon lit repose désormais sur des boîtes remplies d'eau, et je pense qu'à partir de maintenant les nuits seront un peu plus reposantes. D'autres soldats ont des ennuis de puces. Elles m'ont laissé tranquille jusqu'à présent. Je suis allé chasser avec deux brillants officiers, le major Mellenthin et le lieutenant Schmidt. Ce fut vraiment passionnant. J'ai tiré une gazelle à la course, de la voiture. Nous avons mangé le foie au dîner. L'eau de mer est trop chaude pour rafraîchir. »

Le 17 novembre 1941, les Britanniques lancent l'opération Flipper : un commando débarque sur les côtes de la Cyrénaïque, avec pour mission de surprendre et de tuer Rommel dans sa villa de Beda Littoria. Ce commando, sous les ordres du lieutenant-colonel Geoffrey Keyes, est surpris par une sentinelle qui donne l'alerte : Keyes est tué et les rares survivants sont faits prisonniers ; ces derniers apprennent alors que Rommel n'était pas dans sa villa mais à Rome en visite officielle.
Le 18 novembre, après cet échec, les combats sont relancés par les Britanniques, qui souhaitent délivrer Tobrouk au plus vite. Le général Cunningham, lance cette offensive avec une armée forte de 735 chars, alors que les forces de l'Axe ne disposent pas de plus de 390 chars. C'est l'opération Crusader. Le premier combat a lieu à Bir-el-Gobi, qui protège le front sud de l'Afrikakorps. Les 150 chars de la 22e brigade blindée britannique attaquent la division Ariete (forte d'environ 150 chars aussi). La division Ariete résiste toute la journée, malgré la réputation des Fiat M13/40 italiens, ceux-ci se révèlent suffisamment efficaces pour mettre en déroute les chars Crusader britanniques. Le résultat de cette journée est une perte de 75 chars du côté britannique contre 34 seulement du côté italien. L'aile gauche de Rommel est ainsi sauvée.
Le 21 novembre, aux alentours de Sidi-Rezegh, les chars de la 21e Panzerdivision fraîchement débarquée détruisent 113 chars ennemis. Le 28 novembre, les forces britanniques tentent une sortie de Tobrouk et arrivent à rejoindre les forces de Cunningham, mais Rommel parvient à encercler à nouveau Tobrouk dans une situation similaire à celle précédant la sortie. Le même jour, Bir-el-Gobi est de nouveau attaqué par les Britanniques qui envoient à l'assaut la 11e brigade mécanisée indienne, mais celle-ci se trouve opposée au régiment italien Giovani Fascisti. Les Italiens perdent environ 216 hommes alors que les Britanniques dénombrent 1 076 hommes et 80 blindés mis hors de combat. Malgré tout, après ces combats, même si les alliés germano-italiens sont victorieux, la situation est loin d'être à leur avantage. En effet les Britanniques disposent de nombreuses réserves alors que l'ensemble des troupes germano-italiennes disponibles se trouve engagé. Le 9 décembre 1941, Rommel organise une réunion avec son homologue italien Ettore Bastico, qui a succédé à Gariboldi, pour le convaincre de l’intérêt d'une retraite tactique afin d'éviter un sort similaire à celui des troupes italiennes avant l'arrivée des Allemands. Bastico, d'abord hostile à cette idée, finit par s'y ranger. Le 16 décembre, le siège est levé et la retraite s'effectue en bon ordre. Le 25, les Britanniques entrent dans Benghazi alors que les Allemands se retirent sur Agedabia. L'opération Crusader est terminée, elle a coûté environ 800 chars aux Britanniques alors que l'Axe n'en a perdu que 340. Mais Rommel a perdu une grande quantité de matériel dont des armes antichars et doit impérativement attendre des renforts avant d'être en mesure de reprendre l'offensive.
Le 31 décembre, Rommel s'adresse ainsi à sa famille :

« Hier violents combats, qui ont bien tourné pour nous, leur nouvelle tactique pour nous acculer à la mer et nous encercler a échoué. Je suis de retour au QG de l'armée. Les officiers Kesselring et Gambara doivent venir aujourd'hui. Ils n'ont aucune idée des difficultés que rencontrent nos troupes en Afrique du Nord. Ils ne s'occupent que de leurs petites affaires ou de leurs plaisirs. Il pleut et les nuits sont terriblement froides et venteuses. Je demeure en parfaite santé, dormant autant que possible.
Vous comprenez assurément que je ne peux partir d'ici en ce moment. Aujourd'hui, dernier jour de cette année de guerre, mes pensées sont plus que jamais pour vous deux, qui êtes pour moi tout le bonheur sur la terre.
Mes très vaillantes troupes, allemandes et italiennes, viennent d'accomplir des efforts surhumains. Au cours des trois derniers jours, où nous avons contre-attaqué, l'ennemi a perdu 136 blindés. C'est une belle conclusion pour l'année 1941 et cela donne de l'espoir pour 1942. Un jeune coq et une poule se sont gentiment adaptés à cette existence difficile et circulent librement autour de ma voiture.
Le 27, la 22e brigade blindée britannique, reconstituée à son plein effectif, avança vite par Hel-Haseiat, tandis que d'autres éléments avaient lancé une attaque frontale contre nos positions d'Agedabia. Ce fut le commencement de cette fameuse et terrible bataille de trois jours entre chars, où l'ennemi fut enveloppé, contraint ainsi à devoir combattre à front renversé. Il fut cerné et, si une trentaine de ses blindés purent s'échapper vers l'Est, notre manque de carburant empêcha de rendre notre succès plus complet. Les éléments du groupe de soutien de la brigade de la Garde, lancés dans l'attaque frontale, se replièrent aussi vers le Nord-Est à la suite de cette défaite. Tout danger immédiat pour notre position d'Agedabia se trouve alors écarté. Mes meilleurs vœux. »

#### Offensive de 1942 et prise de Benghazi (29 janvier)

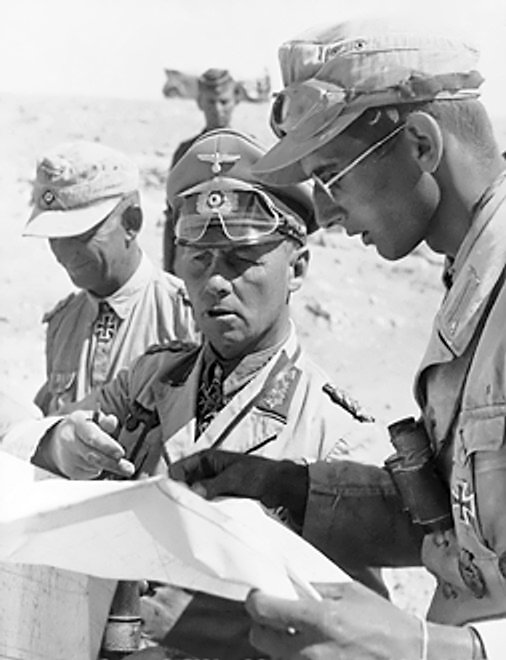
Rommel pendant la campagne africaine.

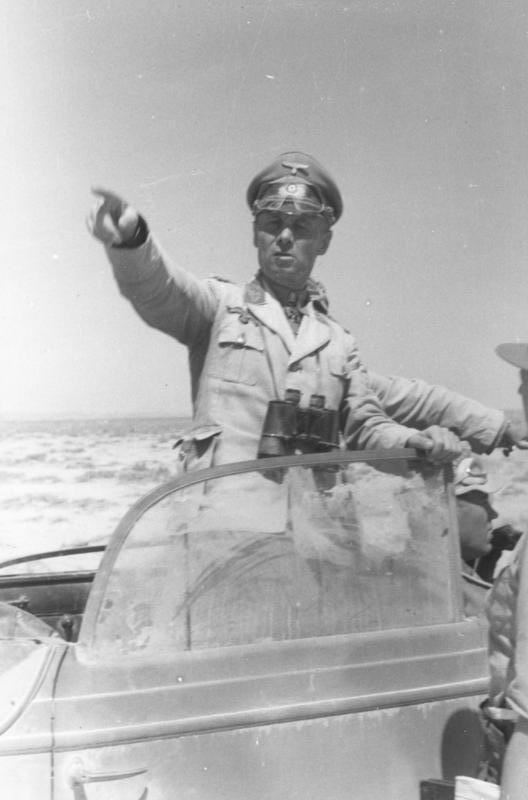
En juin 1942.

En janvier 1942, Rommel explique sa stratégie à Hitler :

« Rapidité de jugement, capacité de créer des situations nouvelles et des surprises, plus vite que l'ennemi ne peut réagir. Absence de dispositions arrêtées à l'avance, telles sont les bases de la tactique dans le désert. Le mérite et la valeur du soldat s'y mesurent par sa résistance physique et son intelligence, sa mobilité et son sang-froid, sa ténacité, son audace, son stoïcisme.
 Chez un officier, il faut les mêmes qualités à un degré supérieur, et il doit aussi posséder une inflexibilité exceptionnelle, ainsi que communier avec ses hommes, juger instinctivement du terrain de l'ennemi, réagir et penser avec rapidité.
Au niveau du matériel, on redouta pendant assez longtemps le char Matilda britannique, parce que son épais blindage le rendait fort difficile à détruire. Mais il est lent et possède un canon d'un calibre insuffisant. Nos Panzer III (avec le nouveau canon de 50 mm) et IV demeurent supérieurs à tous les modèles ennemis par la portée et le calibre des pièces et, jusqu'à un certain point, par la mobilité. Les chars italiens M13/40 se sont révélés capables d'affronter les chars légers britanniques, comme les Crusader, mais ont été vite dépassés contre les blindés plus lourds. Une arme à longue portée est décisive dans la guerre du désert. Dans ce domaine, nos 88 mm, bien utilisés en antichars, ont contribué dans une large mesure à nos succès.
L'infanterie de ligne n'a pas joué de rôle décisif, sauf lors de la guerre de siège devant la solide place-forte de Tobrouk. Les soldats britanniques, dont surtout les Australiens, se sont très bien battus dans le désert mais n'atteignent pas tout à fait, lors de l'attaque, les qualités des soldats du Reich. Les Néo-Zélandais, ainsi que les Sud-Africains, se sont révélés de redoutables guerriers. Les soldats italiens se sont battus avec un courage et un esprit de sacrifice extraordinaires. Cela est d'autant plus digne d'être remarqué que leur armement lourd est souvent médiocre et insuffisant. Le ravitaillement est un facteur décisif dans la victoire. »

Le 21 janvier 1942, Rommel déclenche l'offensive et anéantit la 1re division blindée britannique. Le 29 janvier, Benghazi tombe entre les mains de l'Axe, puis les Germano-italiens atteignent la ligne britannique qui part de Gazala (à l'ouest de Tobrouk) pour s'étendre dans le sud aux environs de Bir-Hakeim. S'ensuit une pause durant laquelle l'Oberkommando der Wehrmacht et le haut-commandement italien mettent au point un plan d'invasion de l'Égypte.

#### Demi-échec à Bir Hakeim (mai 1942) et prise de Tobrouk (21 juin 1942)
En mai 1942, l'offensive est relancée, le but de l'offensive est la prise du canal de Suez. Disposant d'effectifs moins importants que ceux de l'ennemi, en particulier en termes de blindés, 575 chars côté axe contre 994 pour les Alliés, Rommel choisit de procéder à une manœuvre d'enveloppement par le sud, après une démonstration des Italiens sur El-Gazala.
Le général britannique Ritchie est persuadé que les Allemands attaqueraient directement Tobrouk et engage son armée le long de la côte, malgré son flanc sud peu protégé. Seules, deux divisions et trois brigades dont la 1re brigade française libre du général Kœnig peuvent s'opposer au mouvement tournant des unités mobiles germano-italiennes.
La brigade FFL est chargée pour sa part de défendre la position de Bir Hakeim. Elle dispose pour assurer sa mission de moyens antichars mais de peu d'artillerie lourde ainsi que peu de blindés.
Le 26 mai 1942, vers 14 h, les Italiens attaquent Gazala tandis que les panzers de Rommel avancent au sud de Bir-Hakeim. Rommel a surpris le général Ritchie et menace en remontant au nord de couper la retraite à la 8e armée vers l'Égypte. Mais l'échec du général Stefanis et de sa division Ariete, malgré l'appui de la Luftwaffe, oblige Rommel à marquer une pause dans son mouvement afin de mener un siège en règle de Bir Hakeim. De plus, les Britanniques se sont ressaisis et contre-attaquent au sud pour éviter l'encerclement. La résistance courageuse des Français encerclés, qui dure près de quinze jours et l'emploi massif des nouveaux et puissants chars M3 Grant, empêchent les divisions blindées de l'axe de fermer la nasse autour de la 8e armée. Finalement, celle-ci peut se redéployer, avec l'appoint de divisions fraîches sur une ligne passant par El Alamein, dont les défenses sont solides et appuyée au sud sur la dépression de Qattara.
Tobrouk tombe finalement le 21 juin 1942. Rommel vient de perdre l'occasion d'une victoire rapide.

#### La défaite à El Alamein (juillet 1942)
Articles détaillés sur l'action de Rommel à El Alamein : première bataille d'El Alamein, seconde bataille d'El Alamein
Le lendemain de la prise de Tobrouk, le 22 juin 1942, Rommel, qui se trouve à la frontière égyptienne, apprend par la radio qu'il vient d'être promu Generalfeldmarschall (Rommel est l'un des deux Generalfeldmarschall qui aient obtenu ce grade à la suite de la prise d'une place forte, le deuxième étant Erich von Manstein, à la suite de la prise de Sébastopol en juillet 1942).

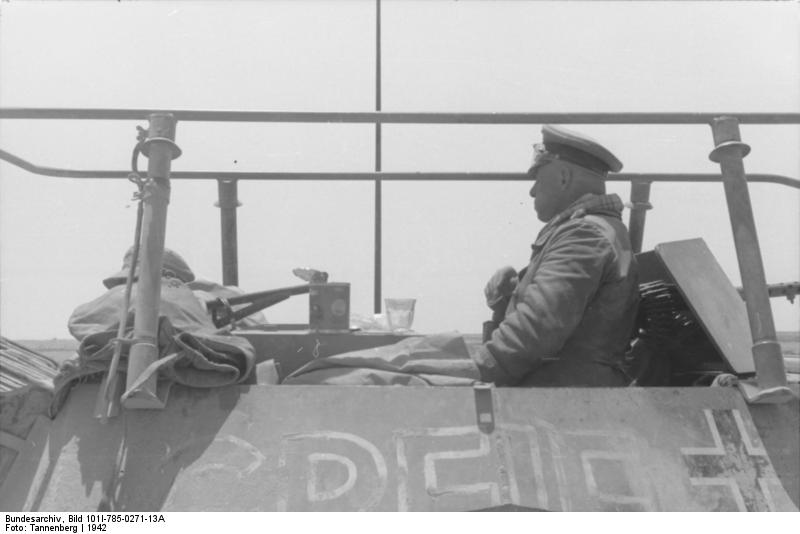
Le véhicule chenillé Sonderkraftfahrzeug 250/3 du général Rommel en Libye en 1942 était estampillé « Greif » (Griffon), permettant aux troupes d'identifier à distance son rôle de commandement.

Claude Auchinleck qui a remplacé Ritchie, à la tête de la 8e armée, va y mener une bataille défensive, que l'on appelle généralement, la première bataille d'El Alamein. Cette lutte d'usure qui dure tout le mois de juillet, épuise surtout l'Afrika Korps qui a peu de moyens de renfort et dont les lignes de ravitaillement sont étendues. L'avance des Allemands et des Italiens ayant été stoppée, on peut considérer qu'il s'agit d'une victoire pour les Alliés.
Le 17 juillet 1942, Rommel découragé écrit à sa femme : « Cela va mal. L'ennemi profite de sa supériorité pour détruire les formations italiennes une par une, et les unités allemandes sont trop faibles pour résister seules. Il y a de quoi pleurer ! ».
Le 28 août 1942, Rommel tente une percée pour bousculer les forces britanniques avant qu'elles ne se renforcent. La manœuvre échoue essentiellement par manque de carburant. Le 3 septembre 1942, ses forces rentrent à leur base de départ après avoir perdu 42 chars sur le terrain. Il organise alors son front défensivement et rentre malade et découragé en Allemagne le 22 septembre pour se soigner. Il est remplacé par le général Georg Stumme en provenance du front de Russie.
Pendant ce temps, Bernard Montgomery, fraîchement arrivé, organise les préparatifs de la seconde bataille d'El Alamein en reconstituant ses forces.
Rommel revient en Afrique dès le 25 octobre 1942 car le général Georg Stumme a été tué dès le début de la seconde bataille d'El Alamein.
Montgomery mène une offensive décisive, repoussant l'Afrika Korps et les forces italiennes jusqu'en Libye. Cette défaite de Rommel est considérée comme un des tournants de la guerre par beaucoup d'historiens, au même titre que la bataille de Stalingrad, car l'Axe ne reprit jamais l'offensive par la suite sur le front africain en octobre-novembre 1942, où, mis en grande difficulté par le britannique Bernard Montgomery, le Führer lui a refusé la retraite. Erwin Rommel, entrant dans une grande colère, sonna quand même la retraite en dépit des ordres du Führer.

#### Retraite après la défaite (novembre 1942-janvier 1943)

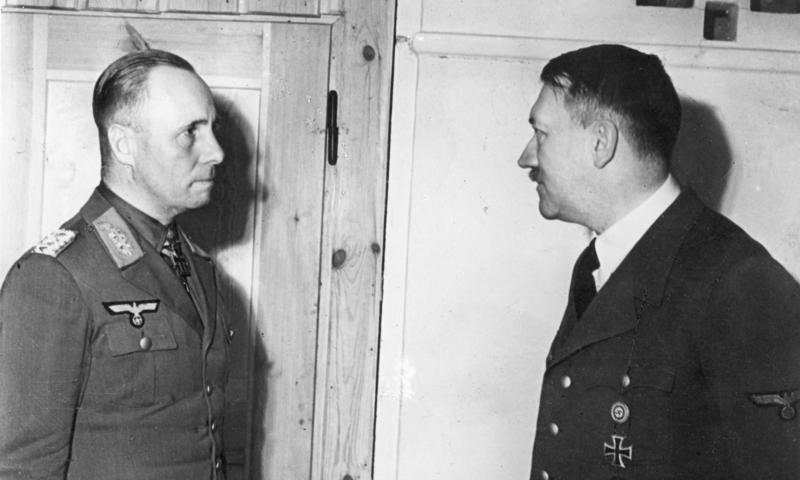
Rommel et Hitler en 1942.

Malgré l'ordre de Hitler du 2 novembre 1942 de résister jusqu'au bout, Rommel décide de lui désobéir et, le 3 novembre, de battre en retraite jusqu'en Tunisie afin de ne pas sacrifier inutilement les troupes et le matériel qui lui restent (32 chars le 4 novembre, à l'arrêt des combats)[réf. incomplète]. À son arrivée à Sollum il ne lui reste plus que 11 chars sur 565 et pas plus de 2 000 hommes sur un total au début de la bataille d'environ 31 100 hommes du côté allemand[réf. nécessaire].
Il écrit pour se justifier :

« La bataille tourne mal. Nous sommes tout simplement écrasés par le poids de l'ennemi. J'ai fait une tentative pour sauver au moins une partie de l'armée, et je me demande même si elle réussira. Je cherche nuit et jour un moyen de tirer de là nos troupes. Nous allons vers des jours difficiles, les plus difficiles, peut-être, qu'un homme puisse traverser. Les morts sont heureux, pour eux tout est fini. L'ordre du Führer exige l'impossible car une bombe peut tuer même le soldat le plus résolu. Il est évident qu'Hitler n'a rien compris à notre situation en Égypte. »

La retraite, plus ou moins aisée pour les Allemands qui disposent d'un grand nombre de véhicules et donc d'une grande mobilité, est plus délicate pour les Italiens. Les divisions Trento du général Francesco Scotti (it), Pavia, Brescia et Folgore subissent de très lourdes pertes et sont contraintes à la reddition. Persuadé que la percée en Égypte n'est plus possible, Rommel est décidé à se retirer en Tunisie pour continuer le combat. Cette conviction est renforcée par la réussite de l'opération Torch, qui a permis aux Alliés de débarquer au Maroc et en Algérie. De leur côté les Britanniques, bien que vainqueurs, ont subi de lourdes pertes — environ un millier de chars détruits — ce qui permet à Rommel de poursuivre la retraite en bon ordre. Tobrouk est évacuée le 12 novembre 1942.
Le 15 novembre, Rommel est impressionné par les prouesses du corps du génie :

« Nous faisons appel aux ultimes ressources de notre imagination afin de présenter aux Britanniques les attrape-nigauds les plus originaux, pour inciter les avant-gardes à la circonspection. Notre commandant du Génie, le général Bülowius (de), un des meilleurs sapeurs de l'armée, accomplit de véritables merveilles dans ce domaine. Il devient évident que l'ennemi tente de nous déborder par tous les moyens. Je suis hélas persuadé que la Libye est perdue. »

Le 19 novembre, il ajoute :

« Il est bien évident qu'on va procéder dans les deux camps à une forte concentration de forces à Marsa-el-Brega. Les Alliés sont dans la nécessité d'organiser leur ravitaillement. »

Alors que Rommel est forcé de continuer sa retraite, tout en ralentissant les Alliés avec succès malgré une infériorité numérique d'un soldat de l'Axe pour trois alliés, les renforts promis par Hitler en chars lourds Tigre I arrivent enfin.
Le 29 novembre, Rommel arrive à Berlin pour convaincre Hitler d'abandonner le théâtre africain en rapatriant les troupes restantes de Libye. Il lui fait état de la situation réelle sur le terrain, provoquant un accès de rage de la part du Führer, qui ne cède pas. Après avoir couvert Rommel de reproches, il le renvoie en Afrique continuer le combat.
À la mi-décembre, des forces italiennes sont attaquées à l'est d'El Agheila. Elles résistent près de dix heures face à des forces bien supérieures en nombre et surtout en matériel. Cette résistance permet à Rommel de décrocher à temps et leur vaut son admiration :

« La résistance des Italiens fut magnifique, et elle mérite les plus grands éloges. Une contre-attaque du régiment blindé de la Centauro a enfin réussi à refouler les Anglais, qui laissèrent sur le terrain 22 chars et 2 automitrailleuses. »

En Tunisie, la résistance de l'Axe face à la 1re armée britannique est très efficace. Les assauts sont fréquemment repoussés, laissant un grand nombre de prisonniers britanniques entre les mains des Allemands. Par ailleurs des pluies torrentielles empêchent les Alliés d'avancer en direction de Tunis.
À la fin de 1942, Rommel cherche aussi à prendre contact avec les différentes confréries musulmanes pour les assurer du respect de leur croyance religieuse par les soldats germano-italiens. Il envisage en effet un soulèvement des musulmans contre les colonisateurs français et britanniques.
Rommel recrute ainsi, et cela peut être considéré comme un échec de cette politique, une phalange africaine de 300 Maghrébins.
Le 20 janvier 1943 Rommel reçoit un télégramme d'Italie auquel il réagit ainsi :

« Le maréchal Ugo Cavallero m'a fait parvenir un long télégramme rédigé sur ordre de Mussolini, dans lequel il est dit que ma décision de faire évacuer la ligne de Tarhounah et d'installer l'armée dans le secteur d'Azizia, pour y attendre l'attaque principale, est contraire à ses instructions. L'arrivée d'un tel message me fait bondir de rage. Une position débordée ou enfoncée n'a de valeur que si l'on dispose d'assez de forces mobiles pour repousser les forces enveloppantes ennemies. Le meilleur des plans stratégiques n'a plus aucun sens s'il ne correspond plus à nos possibilités tactiques. »

Le 22 janvier, Rommel se résigne à évacuer toute la Tripolitaine pour aller se réfugier sur la ligne fortifiée de Mareth, dans le sud de la Tunisie.
Une lettre du 28 janvier adressée à sa femme montre un Rommel malade et critique face aux chefs de l'Axe :

« Sur le plan physique, je ne vais pas très bien : de violents maux de tête et les nerfs à bout, sans parler des troubles de la circulation. Cela ne me laisse alors aucun repos. Le professeur Horster m'a donné quelques somnifères pour me remettre. À vrai dire, avec une telle situation sur le front russe, tout ce qu'on peut souhaiter c'est de rester en Afrique. Le maréchal Ettore Bastico doit bientôt retourner en Italie ; des divergences sont apparues entre nous. Mais elles étaient la conséquence des directives de Mussolini. Bastico est un excellent officier. »

Bien que malade, Rommel décide à la mi-février de reprendre l'initiative. Il lance ainsi une contre-attaque en Tunisie, en direction de Kasserine et Tébessa, ville algérienne frontalière. Cette contre-attaque est un succès. Le 5e régiment de Bersaglieri fait à lui seul plus de 3 000 prisonniers américains ; la 21e Panzerdivision détruit une centaine de chars ennemis. Le 2e corps américain est complètement enfoncé et ne cherche presque pas à résister.
À la suite de ce succès, Rommel veut chasser les Américains de leurs positions en Tunisie et en Algérie. Pour cela il met au point un plan audacieux. En infériorité numérique et ayant d'un côté les forces américaines et de l'autre les forces britanniques, il va tenter de les attaquer séparément. Il prévoit donc d'enfoncer d'abord les forces américaines puis de se retourner sur les Britanniques en lançant l'offensive en direction de Tebessa et Bône, ce qui obligerait les Britanniques à se retirer complètement de la Tunisie pour éviter l'écrasement. Même si la bataille de Kasserine coûte 10 000 hommes aux Alliés, cette contre-offensive ne se solde pas par une victoire complète : Rommel reproche au général Hans-Jürgen von Arnim, inquiet pour ses positions, d'avoir repris la moitié de la 10e Panzerdivision ainsi que le bataillon de chars Tigre I qui auraient permis une pénétration plus avant dans les lignes ennemies.
La résistance britannique est beaucoup plus acharnée, au cours de ces opérations, que la résistance des soldats américains, peu expérimentés. La division de marche du Maroc (division française) perd plus de 2 600 soldats et les troupes britanniques reculent, mais ce n'est pas la débandade que connaissent les Américains. Ceci permet aux Allemands de garder les troupes en bon ordre pour repartir à l'offensive.
Le 23 février 1943, Rommel reçoit enfin le commandement intégral du groupe d'armées Afrika. Il confie sa réaction dans une lettre adressée à sa femme :

« J'accueille cette nouvelle avec un sentiment mitigé. D'un côté, je ne suis pas du tout fâché de penser que j'aurai une plus grande influence sur le sort de mes soldats. Le général von Arnim n'aura qu'à suivre mes directives. De l'autre, la perspective de jouer le bouc émissaire d'une éventuelle défaite en Afrique ne me plaît guère. Je suis cependant ravi de notre éclatante victoire à Kasserine et j'espère être vite en mesure de porter des coups aussi sévères aux Alliés. Mais tout dépend, comme à chaque fois, du ravitaillement. Ma santé s'est maintenue jusqu'ici. Mais le cœur, le système nerveux et les rhumatismes me causent toujours une foule d'ennuis. »

Le 26 février, il évalue sa situation dans une autre lettre adressée à sa femme :

« Les conditions ne semblent pas du tout réunies pour une victoire rapide sur le front tunisien. Nos moyens fondent à vue d'œil. Nos réserves sont insuffisantes. Comme toujours, le ravitaillement n'arrive qu'en trop petites quantités. La marine italienne fait tout ce qu'elle peut pour nous fournir le matériel nécessaire, mais l'absence de radar et de porte-avions se fait durement sentir. Je me creuse jour et nuit le cerveau pour essayer de trouver une bonne solution, mais je bute toujours sur les mêmes problèmes. Malgré de très lourdes pertes causées aux unités alliées, le rapport de force n'est pas modifié. La supériorité matérielle des Alliés est toujours écrasante : vingt contre un pour les blindés ! »

Début mars, une nouvelle offensive est lancée contre la 8e armée britannique, dans le secteur de Médenine, pour dégager la ligne Mareth en contournant les forces de Montgomery. La 10e Panzerdivision ayant pour mission de reprendre Medenine pour ensuite se diriger vers le golfe de Gabès, échoue du fait d'une infériorité numérique écrasante (160 chars allemands contre 600 britanniques) qui n'est pas compensée par l'effet de surprise, car les Alliés ont réussi à décrypter des messages de l'Axe. Cette offensive se solde par la perte de 52 chars pour l'Afrika Korps.
La situation est totalement déséquilibrée en faveur des Alliés. Le rapport de forces est de un pour sept en ce qui concerne les véhicules blindés, de un contre vingt pour les chars et de un contre trois pour l'artillerie. Malgré cette infériorité numérique, les Germano-Italiens remportent encore quelques succès et parviennent à résister et à tenir le terrain encore sous leur contrôle.
Le général allié Alexander est impressionné :

« En Tunisie, l'ennemi contre-attaque continuellement et réussit à arrêter notre avance au prix de très lourdes pertes. Nous remarquons que les Italiens se battent particulièrement bien, même mieux que les Allemands qui sont en ligne avec eux. Malgré de sévères pertes infligées par nos barrages d'artillerie, l'ennemi persiste dans ses contre-attaques, et il devient évident qu'une avance dans ce massif inextricable, celui des montagnes tunisiennes, sera coûteuse. »

Dans cette retraite, Rommel doit notamment abandonner un précieux piano qui lui avait été offert par Mussolini. Cet instrument, magnifiquement orné et sculpté, avait été construit vers 1800 et cédé à la Maison royale italienne. Le général, excellent joueur de piano, l'avait emporté dans ses bagages à son départ pour la campagne. Retrouvé enfoui dans le sable lors d'opérations de déminage ultérieures, ce piano est mis aux enchères par la société israélienne Winner's Auctions & Exhibitions.

### Retour à Berlin (1943)
Le 8 mars 1943, Rommel fait ses adieux à son vieux compagnon Bayerlein à Benizelten, village tunisien situé dans la chaîne montagneuse de Matmata. Le lendemain, il quitte définitivement le sol africain en décollant de Sfax, en Tunisie, pour retourner en Allemagne, en passant par Rome.
Alors qu'il pense retourner en Afrique après s'être un peu reposé, ses discussions avec le Commando Supremo italien lui font comprendre que ce n'est pas dans les intentions du Führer.

« Je me rendis au commandement suprême des forces armées italiennes, où j'eus alors un entretien avec le général Ambrosio. Je compris bientôt que les Italiens ne s'attendaient nullement à me voir retourner en Afrique et qu'ils étaient convaincus que le Führer allait vite m'envoyer en convalescence. C'était loin d'être mon intention. J'espérais encore faire accepter mes plans et conserver quelque temps le poste de commandement de tout le groupe d'armées. Puis je me rendis chez le Duce, en compagnie d'Ambrosio et de Westphal. L'entretien dura vingt-cinq minutes. Je dis à Mussolini rapidement et nettement tout ce que je pensais de la situation, puis je lui exposai les conclusions que je croyais devoir en tirer. Mais lui aussi semblait, tout comme Hitler, manquer de tout sens de la réalité dans l'adversité. L'un de ses principaux soucis était la crainte du choc considérable que la perte de la Tunisie produirait alors en Italie. Il refusait de voir les choses en face. »

Le 10, Rommel arrive en Allemagne et se rend directement à la Wolfsschanze en Prusse-Orientale. Là, il s'entretient longuement avec Adolf Hitler, auquel il souhaite faire accepter le retrait des troupes allemandes d'Afrique.

« Hitler se montra totalement fermé à tous mes arguments, qu'il élimina les uns après les autres, persuadé alors que je m'étais laissé envahir par le doute et le pessimisme. Je déclarai (…) qu'il fallait rééquiper l'armée d'Afrique en Italie et la mettre en état de défendre nos frontières méridionales d'Europe. »

Après avoir passé quelque temps en famille, Erwin Rommel est hospitalisé dans l'hôpital de Semmering en avril. Durant son séjour à l'hôpital, il apprend les mauvaises nouvelles en provenance de Tunisie, où les combats sont de plus en plus inégaux. Ces nouvelles renforcent dans son esprit le rejet des hautes autorités nazies, en lesquelles il ne croit plus, de Göring en particulier :

« Quant à ce gros lard, la situation tragique de nos armées ne semblait pas du tout le troubler. Il faisait alors la roue et se rengorgeait sous les grossières flatteries de tous les imbéciles qui composent sa cour, ne parlant que de bijoux et de tableaux. Une telle attitude m'aurait peut-être amusé à un autre moment, mais alors elle ne cessa de m'exaspérer. Goering était possédé d'une ambition absolument démesurée. Sa vanité et son orgueil ne connaissaient aucune limite. »

En mai 1943, mystifié par l'opération « chair à pâté », Hitler envoie Rommel à Athènes avec plusieurs divisions, convaincu que l'opération Husky aura lieu en Grèce.

### Sur le front occidental (novembre 1943-juillet 1944)

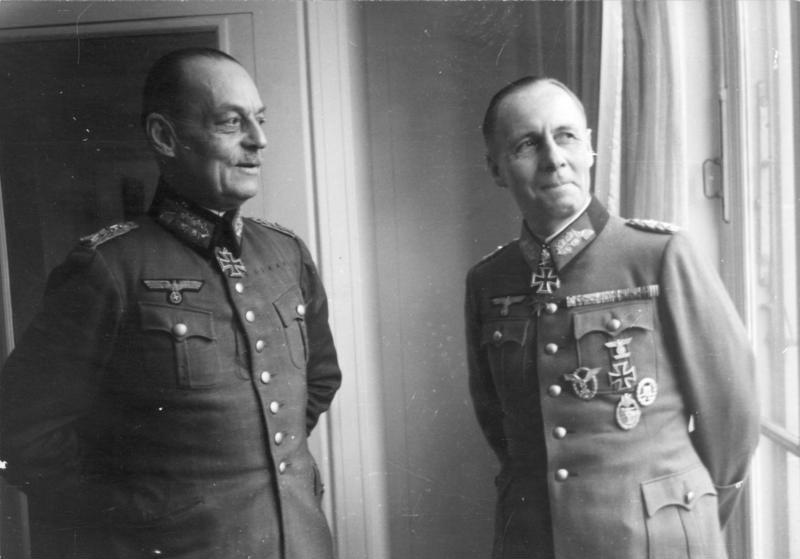
Rundstedt et Rommel à Paris le 19 décembre 1943.

#### Responsable du mur de l'Atlantique
Le 5 novembre 1943, il est nommé inspecteur des fortifications à l'Ouest, le mur de l'Atlantique construit pour tenter d'interdire le débarquement des Alliés, devenu inéluctable, sur le littoral du nord-ouest de l'Europe. Puis le 15 janvier 1944, il est nommé chef du groupe d'armées B, chargé de la défense des côtes de la Manche. Il installe alors son quartier-général au château de La Roche-Guyon, sur une boucle de la Seine, au nord-ouest de la région parisienne.
Après l'inspection du mur, en avril 1944, il déclare :

« Si vous pensez qu'ils arriveront par beau temps, en empruntant l'itinéraire le plus court et qu'ils vous préviendront à l'avance vous vous trompez… Les Alliés débarqueront par un temps épouvantable en choisissant l'itinéraire le plus long… Le débarquement aura lieu ici, en Normandie, et ce jour sera le jour le plus long. »

Sous son impulsion, les défenses littorales vont être sérieusement renforcées. Si comme les autres généraux allemands, il pense que le mur ne sera pas suffisant pour repousser un débarquement, il estime que « le rivage constitue la première ligne de résistance,. » Selon Rommel, les Alliés devront être repoussés par un combat dès les premiers jours sur la zone littorale, au contraire d'autres généraux allemands comme Von Rundstedt ou Guderian qui pensent qu'il sera plus facile de battre l'ennemi plus à l'intérieur des terres.
Dans un rapport du 30 décembre 1943, Rommel écrit :

« j'estime que nous devons tout tenter pour repousser l'ennemi sur la côte et pour livrer combat dans la zone littorale plus ou moins fortifiée suivant les secteurs. Cela suppose l'établissement d'une zone fortifiée et minée s'étendant sur 8 à 9 km à l'intérieur des terres défendues en direction à la fois de la mer et de l'intérieur,. »

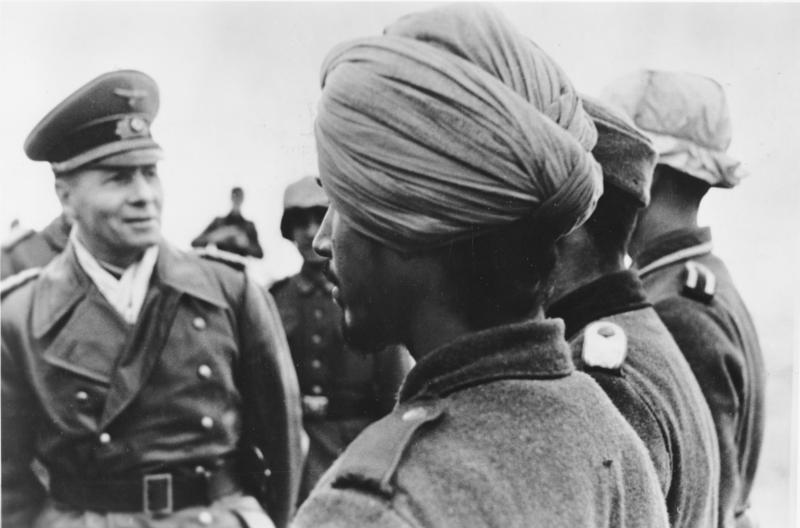
Rommel inspectant une unité de la légion indienne SS à Lacanau, en France.

La construction de points fortifiés s'accélère donc sur la côte de la Manche durant l'hiver et le printemps 1944, malgré le manque de moyens. Rommel fait également installer de nombreux et divers obstacles le long des plages, pour gêner le débarquement des barges, ainsi que dans les champs à l'arrière, susceptibles de servir de terrain d'atterrissage à des troupes aéroportées. Les pieux, dont certains munis d'explosifs, plantés dans les champs recevront ainsi le surnom d'« asperges de Rommel ». Il demande aussi que le terrain soit largement miné.
Lors d'une de ses trois inspections de la batterie de Merville, qui commandait l'accès à l'embouchure de l'Orne, et à ce qui allait être quelques mois plus tard l'une des plages du débarquement connue sous le nom de Sword Beach, Rommel et son état-major sont survolés par des avions alliés qui ouvrent le feu. Tous les officiers se jettent au sol, sauf Rommel qui, toujours au mépris du danger, poursuit son inspection en faisant semblant de s'étonner du retard de ses officiers.

#### Le débarquement du 6 juin 1944
Le jour du débarquement allié en Normandie, le  6 juin 1944, Rommel se trouve en Allemagne. Vu le mauvais temps qui règne alors sur la Manche, les Allemands ne s'attendent pas à un débarquement ce jour-ci. La veille, il part donc pour Herrlingen afin de fêter l'anniversaire de sa femme puis rencontrer Hitler le lendemain, pour le convaincre de mettre à sa disposition deux divisions de panzers pour les déployer près des côtes du Calvados. À l'annonce du débarquement, il rentre le soir même à son quartier général de la Roche-Guyon, sans avoir rencontré Hitler.
Dix jours plus tard, Hitler se rend dans son quartier-général de la Wolfsschlucht II, à Margival dans l'Aisne et y convoque Rommel ainsi que Rundstedt, furieux que les Alliés n'aient pas été repoussés à la mer. L'entretien est houleux. Rommel fait une présentation du front. Il indique que Cherbourg tombera prochainement aux mains des Alliés alors que Hitler avait demandé que ce port soit défendu à tout prix. Il parle du « combat désespéré contre une supériorité ennemie dans les trois dimensions ». Il préconise l'abandon des forteresses le long des côtes de la Manche que les Alliés n'attaqueront plus et se contenteront de contourner et qui mobilisent plus de 200 000 soldats allemands. Il préconise un repli allemand d'une quinzaine de kilomètres au sud et à l'est de l'Orne pour redéployer ses divisions de panzers et ainsi envisager une contre-offensive. Il demande également que l'on commence à préparer une ligne de défense sur la Seine, appuyé dans ce sens par Rundstedt. Hitler refuse catégoriquement. D'une manière plus générale, il est rapporté que Rommel exhorta Hitler à mettre fin à la guerre, que l'Allemagne était à la limite de rupture sur trois fronts (Normandie, Italie et front de l'Est) ce qui mit le Führer en rage. Celui-ci répondit que le bombardement de Londres par les V1 et l'arrivée des avions à réaction mettraient les Britanniques à genoux. Rommel espère que Hitler et des généraux de l'état-major se rendront à la Roche-Guyon les jours suivants pour prendre conscience de la réalité de la situation. Mais Hitler rentre en Allemagne dès le lendemain.

#### Le mitraillage de sa voiture (17 juillet 1944)
Rommel est grièvement blessé le 17 juillet 1944 lors du mitraillage de sa voiture sur une route normande par deux avions alliés. Les circonstances et les suites de l'accident ont été rapportées par le Vizeadmiral Friedrich Ruge, ami et adjoint du Generalfeldmarschall en Normandie.

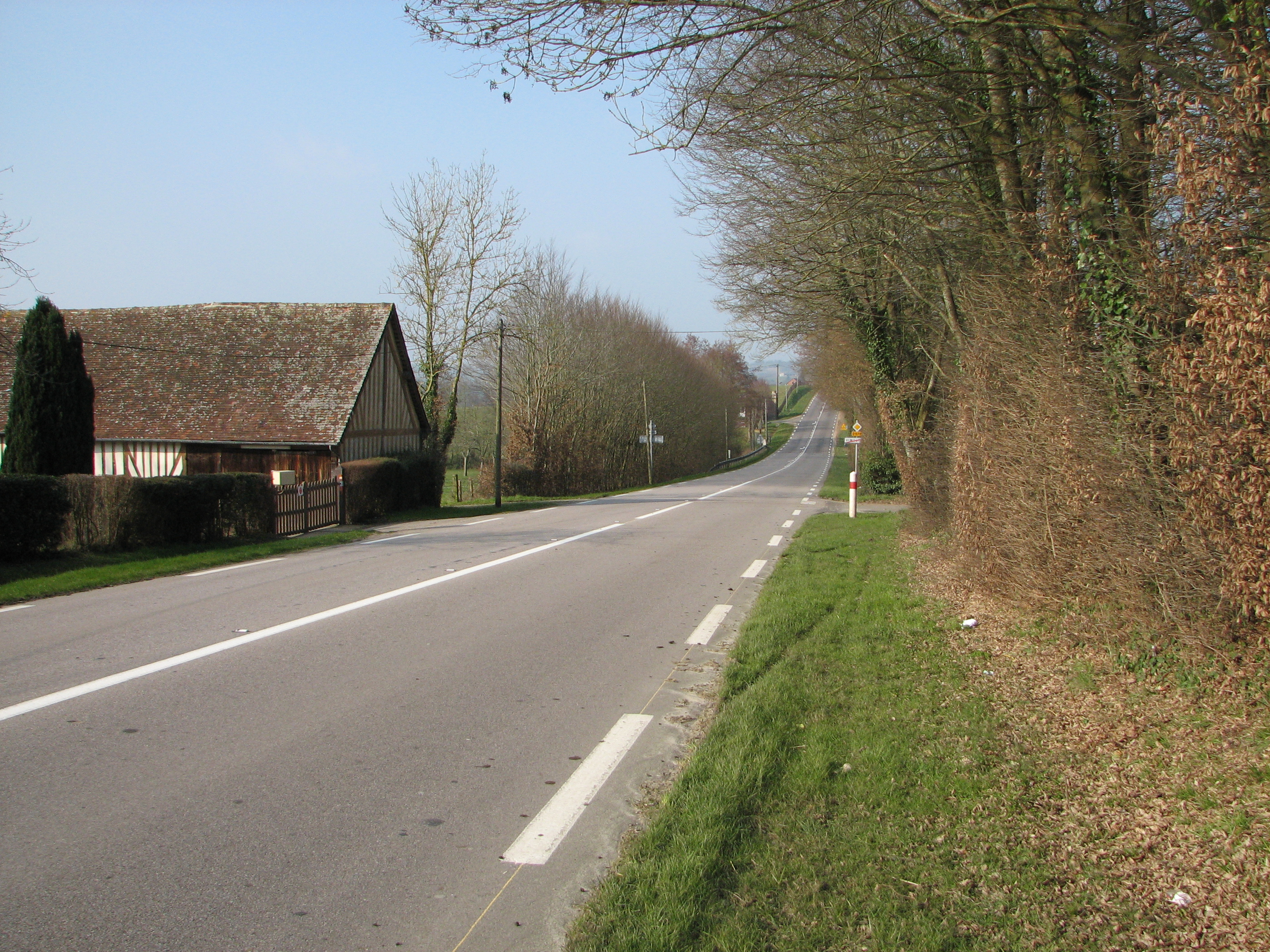
La ligne droite de la Gosselinaie en 2013, où la voiture de Rommel a été mitraillée en juillet 1944.

Rommel se rend, le 17 juillet 1944, en passant par Falaise, aux PC des 276e et 277e divisions d'infanterie et constate qu'elles ne sont pas suffisamment soutenues par le IIe corps blindé SS, entre autres la 2e division SS Das Reich responsable du massacre de Tulle ou du massacre d'Oradour-sur-Glane, parce que celui-ci se tient trop en arrière. Là, il apprend que l'ennemi a lancé l'offensive à Saint-Lô. Cela le détermine à rentrer au plus vite à son quartier général. Le ciel s'est complètement dégagé et les avions alliés manifestent une grande activité. Rommel gagne Livarot par des chemins secondaires, où il rejoint la route nationale. Deux pilotes de Spitfire aperçoivent la voiture, une Horch 951 décapotable,, et l'attaquent entre le village de Sainte-Foy-de-Montgommery et Vimoutiers, au lieu-dit « la Gosselinaie » où la route présente une assez longue ligne droite. Le bon sens aurait voulu que le véhicule s'arrête brutalement et que ses occupants se jettent dans le fossé, mais Rommel, méprisant toujours le danger, ordonne à son chauffeur d'accélérer. Une tentative pour atteindre le virage suivant en augmentant la vitesse échoue. Un projectile de 20 mm atteint le chauffeur Daniel à l'épaule (blessure qui va plus tard le tuer) : il perd le contrôle du véhicule, lequel fait une embardée et se met en travers de la route. Rommel, projeté au dehors, gît sans connaissance. Le capitaine Lang, qui se trouvait sur le siège arrière, à droite, en sort indemne. Derrière le chauffeur, un autre projectile de 20 mm explose sur l'étui de pistolet du commandant Neuhaus qui semble ne s'en tirer qu'avec des contusions ; il faut dix jours pour s'apercevoir que l'explosion du projectile a provoqué une fracture de sa colonne vertébrale.

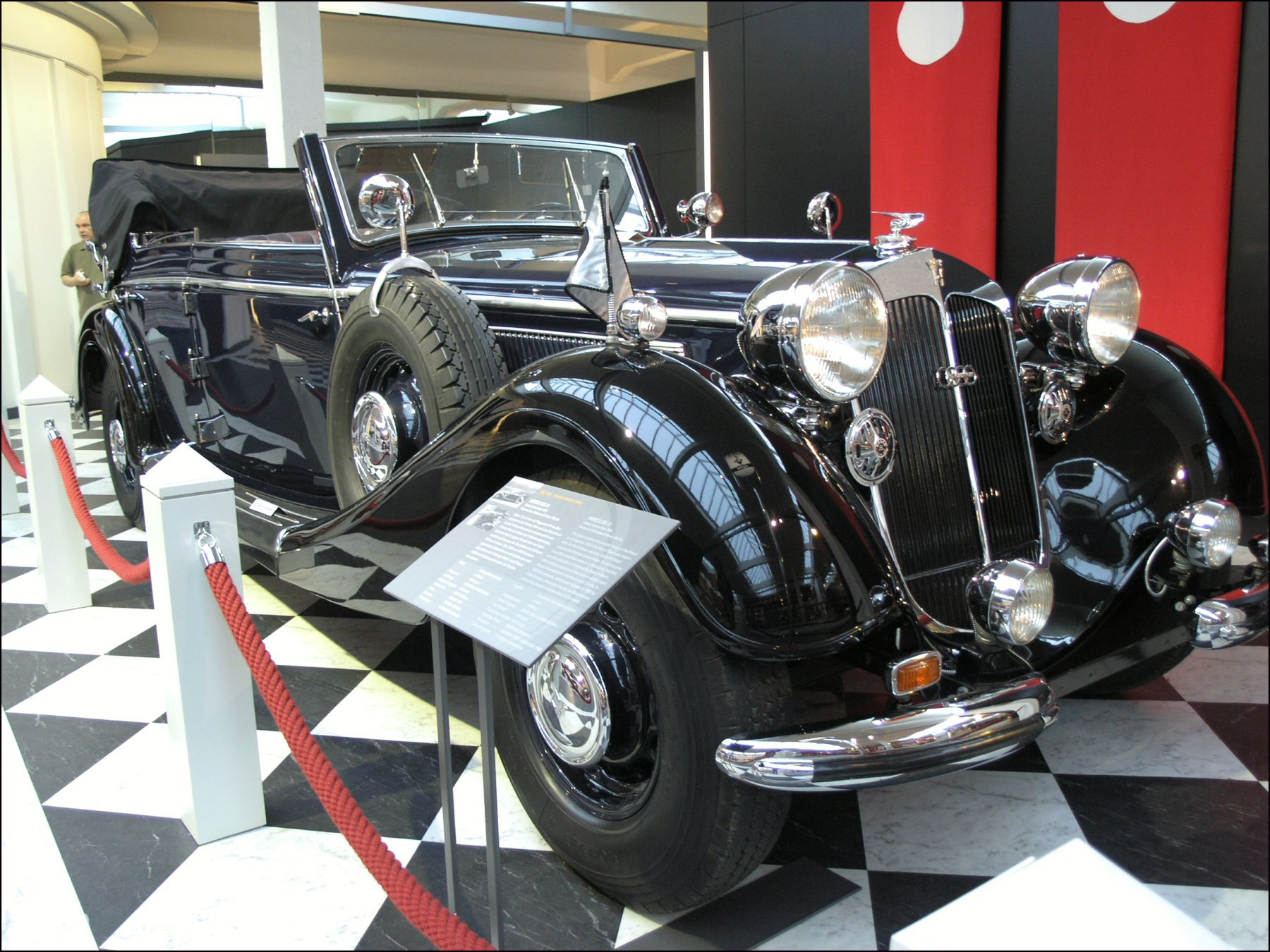
Une Horch 951 similaire au modèle utilisé par Rommel.

Gravement blessé, Rommel est transporté dans le coma dans une pharmacie à Livarot où le pharmacien et maire de la ville, Marcel Lescène (grand-père d'Élisabeth Borne) lui prodigue des premiers soins, puis jusqu'à l'hôpital de campagne allemand de Bernay. Le diagnostic tombe dans la soirée : quatre fractures du crâne dont une à la base, des éclats au visage, une très longue indisponibilité. Le 23 juillet, il est très faible mais reconnaît le capitaine Winrich Behr qui lui rend visite. Il est évacué vers l'hôpital militaire allemand du Vésinet en région parisienne. Il voudrait revenir sans délai au quartier général, mais doit rester alité au moins trois semaines.
Le 3 août 1944, une annonce officielle est diffusée qui indique que le maréchal Rommel a été victime d'un « accident d'automobile ». Rommel s'emporte car le communiqué ne mentionne pas l'attaque de l'aviation ennemie.
Les pilotes alliés pourraient être le Français Jacques Remlinger (celui-ci n'apprend le nom du passager du véhicule qu'en 1990) et le Néo-Zélandais Bruce Oliver. Il existe une intense controverse à ce sujet puisque plusieurs pilotes ont revendiqué cet assaut. En 2004, l'historien Michel Lavigne a comparé les détails des récits officiels de l'attaque (ceux des Alliés et ceux des Allemands) aux détails d'une mission de la RCAF du 17 juillet effectuée par un vétéran de la Royal Canadian Air Force, Charley Fox (en). Tout semble concorder[évasif], c'est-à-dire le récit desdits pilotes mais surtout le lieu, le moment et les rapports sur les avions impliqués.

## La conspiration contre Hitler et ses conséquences

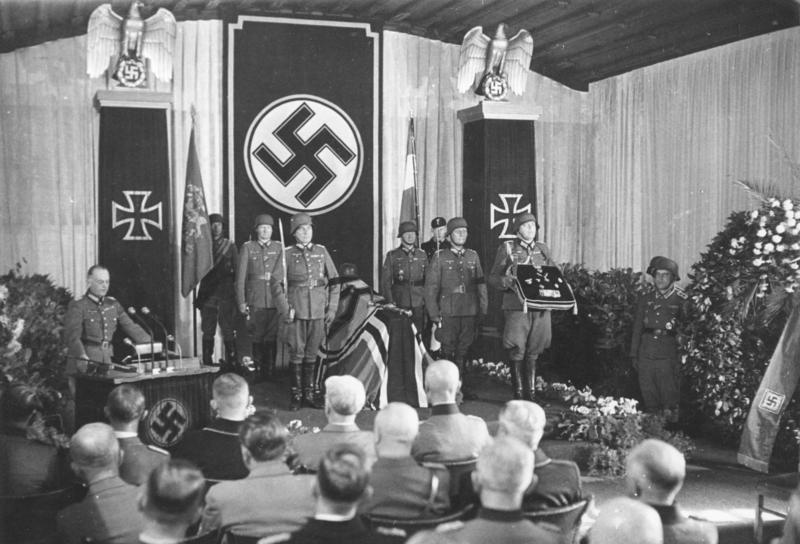
Allocution du Generalfeldmarschall von Rundstedt lors de la cérémonie funéraire de Rommel, 18 octobre 1944.

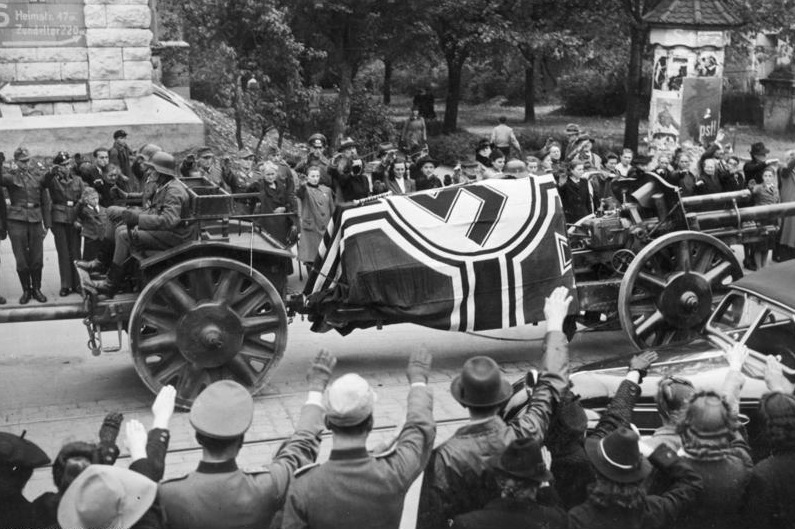
Funérailles nationales de Rommel.

### Relations de Rommel avec les conspirateurs
Rommel, comme de nombreux officiers généraux allemands, ne cachait plus qu'il fallait négocier une paix séparée avec les Alliés occidentaux. Il manifestait au cours de discussions son opposition à la manière dont Hitler menait la guerre. Il avait des contacts de plus en plus réguliers à la Roche-Guyon avec la frange d'officiers désormais décidés à écarter Hitler du pouvoir. Mais s'il se ralliait à cette idée au début de la conspiration, Rommel, au contraire de plusieurs officiers, ne souhaitait pas l'exécution de Hitler, insistant pour qu'il soit jugé. Il semble cependant que, peu de temps avant le mitraillage de sa voiture, il se soit laissé convaincre qu'il fallait tuer le Führer.

### L'attentat du 20 juillet et ses suites
Le complot, mené par le colonel Claus von Stauffenberg, vise à éliminer Hitler et de permettre à l'armée de prendre le pouvoir puis de tenter de négocier une paix séparée avec les Occidentaux.
Le 20 juillet 1944, un attentat à la bombe a lieu dans le quartier général de Hitler en Prusse-Orientale, à Rastenburg, la Wolfsschanze (« la tanière du loup »). Hitler est touché, mais de façon limitée. La répression menée par la SS s'abat sur les officiers impliqués de près ou de loin dans le complot.
Rommel ne fait pas partie du premier cercle des conspirateurs. Il n'est donc pas inquiété lors des arrestations de juillet et août.

## Mort de Rommel
Mais, le 14 octobre 1944, en convalescence chez lui à Herrlingen, il reçoit l'ordre de se suicider, en échange de la préservation de son honneur et du respect de sa famille, en lui évitant la Sippenhaft. Une telle issue préservait également les dirigeants nazis d'un éventuel contrecoup qu'aurait provoqué l'incarcération, voire l'exécution d'un maréchal devenu très populaire au fil de son ascension et de ses victoires.
La relation qu'en donne l'amiral Friedrich Ruge est la suivante :

« Le 14 octobre 1944 (un samedi), les généraux Wilhelm Burgdorf et Ernst Maisel, annoncés par l'OKW, arrivèrent à Herrlingen dans la matinée. Burgdorf s'entretint en tête-à-tête avec Rommel et lui révéla que les officiers arrêtés après le 20 juillet l'avaient désigné comme chef suprême de l'armée, voire comme chef de l'État. Hitler lui donnait le choix : comparaître devant un tribunal ou s'empoisonner. Dans ce dernier cas, il n'arriverait rien à sa femme et à son fils.

Après l'entretien, Rommel, le visage pétrifié, alla trouver sa femme et lui dit : « Dans un quart d'heure, je serai mort ». Elle essaya de le déterminer à comparaître devant le tribunal du peuple, il refusa. Il le fit très certainement dans la conviction qu'il n'arriverait pas vivant, qu'il serait tué au cours du trajet vers Berlin, l'assassinat étant camouflé en accident. Devant le tribunal du peuple, le procès ne demeurerait pas secret et Hitler ne pouvait pas se permettre de laisser la nouvelle se répandre dans tout le pays. Rommel choisit donc le poison pour sauver sa femme et son fils qu'il aimait infiniment. Il leur dit adieu et quitta la maison avec les deux généraux dans une voiture conduite par un SS. Peu de temps après, son corps était amené dans un hôpital d'Ulm (le poste de secours de l'école Wagner d'Ulm). La cause du décès fut attribuée à une thrombose coronaire. Son visage exprimait le mépris le plus intense. »

Le général Burgdorf interdit au médecin-chef, le Dr Mayer, de pratiquer une autopsie en disant : « Ne touchez pas le cadavre, tout est réglé de Berlin. » On expliqua à sa femme que la mort résultait d'une embolie.

### Funérailles (18 octobre)
La cérémonie funéraire a lieu le 18 octobre 1944 à l'hôtel de ville d'Ulm. Le Generalfeldmarschall von Rundstedt est chargé de représenter Hitler. Il lit un discours qui contient cette affirmation : « Son cœur appartenait au Führer ». Mais Rundstedt n'assiste pas à la crémation qui a lieu aussitôt après et ne se rend pas non plus dans la maison mortuaire à Herrlingen. Hitler offre à Rommel des funérailles nationales, dans le but de masquer la vérité et de ménager l'opinion publique.

## Distinctions
- Médaille du Mérite militaire wurtembergeoise en or (de) le 25 février 1915.
- Ordre du Mérite militaire de Bavière :
  - 4e classe avec épées ;
  - 2e classe.
- Ordre de Frédéric wurtembergeois avec épées 1re classe.
- Ordre du Mérite militaire du Wurtemberg le 8 avril 1915.
- Croix du Mérite militaire d'Autriche-Hongrie 3e classe.
- Croix de fer (1914) :
  - 2e classe le 30 septembre 1914 ;
  - 1re classe le 22 mars 1915.
- Pour le Mérite le 10 décembre 1917.
- Insigne des blessés (1918) :
  - en argent.
- Croix d'honneur en 1934.
- Médaille des Sudètes.
- Médaille de Memel.
- Médaille de service de la Wehrmacht 4e à 1re classe.
- Ornement de l'épée du Samuraï remis par l'Empereur du Japon.
- Agrafe de la croix de fer (1939) :
  - 2e classe le 17 mai 1940 ;
  - 1re classe le 21 mai 1940.
- Croix de chevalier de la croix de fer avec feuilles de chêne, glaives et brillants :
  - croix de chevalier le 27 mai 1940 en tant que Generalmajor et commandant de la 7e Panzerdivision[67] ;
  - 10e feuille de chêne le 20 mars 1941 en tant que Generalleutnant et commandant de la 7e Panzerdivision[68] ;
  - 6e glaive le 20 janvier 1942 en tant que General der Panzertruppe et commandant du Panzergruppe Afrika[69] ;
  - 6e brillant le 11 mars 1943 en tant que Generalfeldmarschall et commandant en chef du Heeresgruppe Afrika[70].
- Insigne des blessés (1939) :
  - en or le 7 août 1944.
- Insigne de combat des blindés en argent.
- Insigne de pilote-observateur en or et brillants.
- Médaille de la valeur militaire d'Italie en argent le 22 avril 1941.
- Chevalier de l'ordre colonial de l'Étoile d'Italie le 28 avril 1942.
- Grand officier de l'ordre militaire d'Italie, mi-1942.
- Ordre de Michel le Brave roumain 3e et 2e classe le 12 juillet 1944.

## Carrière
- Fähnrich — 19 juillet 1910
- Leutnant — 27 janvier 1912
- Oberleutnant — 18 septembre 1915
- Hauptmann — 18 octobre 1918
- Major — 1er avril 1932
- Oberstleutnant — 1er octobre 1933
- Oberst — 1er octobre 1937
- Generalmajor — 1er août 1939
- Generalleutnant — 9 février 1941
- General der Panzertruppe — 1er juillet 1941
- Generaloberst — 24 janvier 1942
- Generalfeldmarschall — 21 juin 1942

## Postérité
Un musée Rommel existe en Égypte, à Marsa Matruh.

### La figure d'Erwin Rommel, «héros d'une Wehrmacht chevaleresque»
Erwin Rommel est, dès les années 1950, une figure populaire et en partie mythique. Celle-ci se développe sous le Troisième Reich, mais perdure après-guerre avec le soutien notable de la presse britannique et du cinéma américain,.
Thomas Schnabel, directeur du musée de Stuttgart, indique que « Rommel ne correspondait à aucun cliché, mais il en devient pourtant un sous le Troisième Reich, et, en partie, le reste bien après celui-ci ». La propagande allemande le glorifie d'abord en « renard du désert ». Goebbels vante ensuite les mérites de Rommel en Italie, lorsque ce dernier travaille à la fortification du littoral : il s'agit alors pour Goebbels d'insister sur l'effort de guerre allemand, voire de le renforcer.
La légende de Rommel se renforce encore après-guerre. La presse britannique mentionne également dès 1942 Rommel en « magicien du désert » : cela lui permet de mettre en valeur, par contraste, la victoire d'El Alamein, seule victoire de l'Empire britannique obtenue sans l'aide des troupes américaines. La glorification de l'ennemi permettait de justifier le long stationnement des troupes en Afrique du nord. Winston Churchill en brosse un portrait également mythifié : « Lui aussi mérite notre attention, car, bien qu'il ait été un soldat allemand loyal, il apprit à haïr Hitler et ses crimes, et se joignit à la conjuration de l'année 1944, pour sauver l'Allemagne du tyran fou. Il l'a payé de sa vie ».
En République fédérale d’Allemagne, des casernes nouvellement inaugurées de la récente Bundeswehr portent pour certaines le nom de Rommel. Selon Thomas Vogel, de l'institut de recherches en histoire militaire de Potsdam, « Rommel symbolisait la prétendue "Wehrmacht aux mains propres", et pouvait donc légitimer moralement, dans les années 1950, la fondation de la Bundeswehr ». L'ancien chef d'État-major de Rommel, Speidel, lui consacre en 1947 un ouvrage et souhaite « faire de Rommel le héros national du peuple allemand ». Le mythe acquiert un statut populaire en 1952, avec le film d'Henry Hathaway Rommel, renard du désert. Hollywood s'emploie à faire du bestseller du britannique Desmond Young un succès mondial. Plusieurs mémoriaux sont érigés en l'honneur de Rommel en 1961 : l'un à Goslar, l'autre à Heidenheim et sont depuis contestés.
La maison de l'Histoire de Bade-Wurtemberg consacre en 2008 une exposition au « Mythe Rommel ». L'exposition se tient à Stuttgart, avec le soutien de son maire, Manfred Rommel, le fils du Generalfeldmarschall. Pour l'historienne Cornelia Hecht, Rommel symbolise dans ses contradictions l'attitude de nombreux Allemands sous le Troisième Reich : d'un côté un grand enthousiasme pour Hitler et le national-socialisme, de l'autre une indifférence morale. Les travaux des historiens Daniel Sternal en 2017 et Peter Steinbach en 2018 montrent la constitution et la persistance de la figure de Rommel dans l'association au mythe d'une Wehrmacht aux mains propres.

## Ouvrages
- Archives Rommel, Herrlingen-Blaustein.
- L'infanterie attaque (en allemand Infanterie greift an), préface de Michel Goya , éditions Le Polémarque, 2012.
- La Guerre sans haine, carnets présentés par Basil Liddel-Hart, Amiot Dumont 1953, rééd. Le Livre contemporain Châtillon-sous-Bagneux 1960, rééd. Nouveau Monde Editions, 2012, 2018.

## Dans la culture populaire

### Filmographie
- 1943 : Les Cinq secrets du désert (Five Graves to Cairo), de Billy Wilder, joué par Erich von Stroheim.
- 1951 : Le Renard du désert (The Desert Fox: The Story of Rommel), de Henry Hathaway, joué par James Mason.
- 1953 : Les Rats du désert (The Desert Rats), de Robert Wise, joué par James Mason.
- 1959 : L'Espion du Caire (en) (Rommel ruft Kairo), de Wolfgang Schleif, joué par Paul Klinger (en).
- 1960 : Foxhole in Cairo, de John Llewellyn Moxey, joué par Albert Lieven.
- 1962 :
  - La Vie privée d'Hitler, de Stuart Heisler, joué par Gregory Gaye.
  - Le Jour le plus long (The Longest Day), de Ken Annakin, Andrew Marton et Bernhard Wicki, joué par Werner Hinz.
- 1967 : La Nuit des généraux (The Night of the Generals), d'Anatole Litvak, joué par Christopher Plummer.
- 1969 :
  - La Bataille d'El Alamein (La Battaglia di El Alamein), de Giorgio Ferroni, joué par Robert Hossein.
  - Pas de pitié pour les héros (Hora cero: Operación Rommel), de León Klimovsky.
- 1970 :
  - Patton, de Franklin J. Schaffner, joué par Karl Michael Vogler.
  - Le Mur de l'Atlantique, de Marcel Camus, joué par John Eppler.
- 1971 :
  - Opération Walkyrie de Franz Peter Wirth, joué par Friedrich Siemers.
  - Le Cinquième Commando (Raid on Rommel), de Henry Hathaway, joué par Wolfgang Preiss.
- 1990 : The Plot to Kill Hitler (en), de Lawrence Schiller, joué par Michael York.
- 2006 : Rommel and the Plot Against Hitler, de Nicholas Natteau, joué par Steve Phillips.
- 2012 : Rommel, le guerrier d'Hitler, de Nikolaus Stein von Kamienski, joué par Ulrich Tukur.

### Jeux vidéos
- Erwin Rommel est présent comme général dans la série Hearts of Iron.